# Église de Jésus-Christ des saints des derniers jours
Ne doit pas être confondu avec Église fondamentaliste de Jésus-Christ des saints des derniers jours ou Mouvements issus du mormonisme.
L'Église de Jésus-Christ des saints des derniers jours (en anglais : The Church of Jesus Christ of Latter-day Saints) est une confession religieuse mondiale restaurationniste fondée par Joseph Smith dans l'État de New York (États-Unis) en 1830. Elle se considère comme une religion révélée. Son siège mondial se trouve à Salt Lake City, dans l'Utah. Aux États-Unis, elle représente 2 % de la population, avec 6,15 millions de membres. À l'échelle mondiale, elle revendique en 2024 plus de 17 millions de membres (0.2 % de la population), appelés « saints des derniers jours » et souvent surnommés mormons. Selon des sources indépendantes, ce nombre est contesté. Celui des membres actifs pourrait être inférieur de moitié. 
L'Église de Jésus-Christ des saints des derniers jours s'écarte notablement du christianisme et n'est pas toujours considérée comme une confession chrétienne. Elle est tenue à l'écart du Conseil œcuménique des Églises. Elle ne reconnaît pas la Trinité. Cependant cette Église croit que Jésus-Christ est le fils de Dieu qui est venu sur terre pour la rémission des péchés.

## Nom de l'Église
À sa création en 1830, l'Église est appelée Église du Christ, ses membres voyant en elle l'Église rétablie de Jésus-Christ. En 1838, elle est appelée Église de Jésus-Christ des saints des derniers jours, « saints » signifiant « disciples » et « derniers jours », expression utilisée dans le Nouveau Testament, faisant une distinction avec l'Église originelle. La dénomination des membres de l'Église est « saints des derniers jours » dont la forme abrégée en anglais est LDS (pour Latter-day Saints). Le groupe a été l'objet de discriminations aux États-Unis à ses débuts mais s'est aussi fait connaître pour ses actions violentes appelées les « trois guerres des Mormons » et plusieurs massacres (de natifs américains et de migrants).
L'Église est parfois surnommée « Église mormone » et les membres sont couramment désignés « les mormons ». Ces surnoms, initialement tolérés mais non acceptés par les membres de l'Église, ont pour origine le Livre de Mormon. Dans ce livre, Mormon est un prophète, un chef militaire et un gardien d’annales qui aurait vécu aux environs de 311 à 385 sur le continent nord-américain. Il aurait hérité des vastes annales historiques et spirituelles de son peuple qui vivait dans les Amériques et y aurait ajouté l'histoire de sa propre vie. Son fils, Moroni aurait compilé et abrégé les récits des prophètes précédents gravés sur des plaques d'or, donnant le nom de son père Mormon au Livre et leur surnom à l'Église et ses membres. Ces surnoms sont désormais également fréquemment utilisés par l'Église elle-même,. Toutefois, l'Église affirme avoir pour position officielle que cette appellation doit être évitée,, et elle indique prévoir de mettre en cohérence ses propres sites officiels.

## Point de vue sur Jésus-Christ

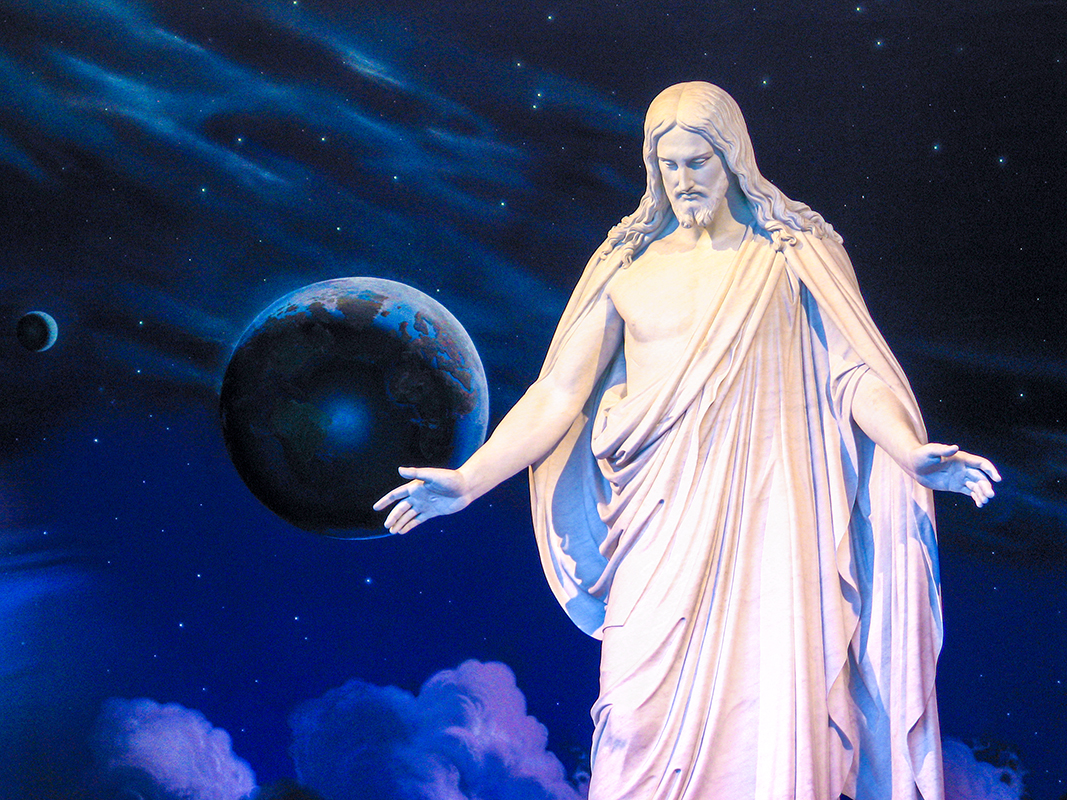
Reproduction de la statue du Christ ressuscité de Bertel Thorvaldsen au Temple Square de Salt Lake City.

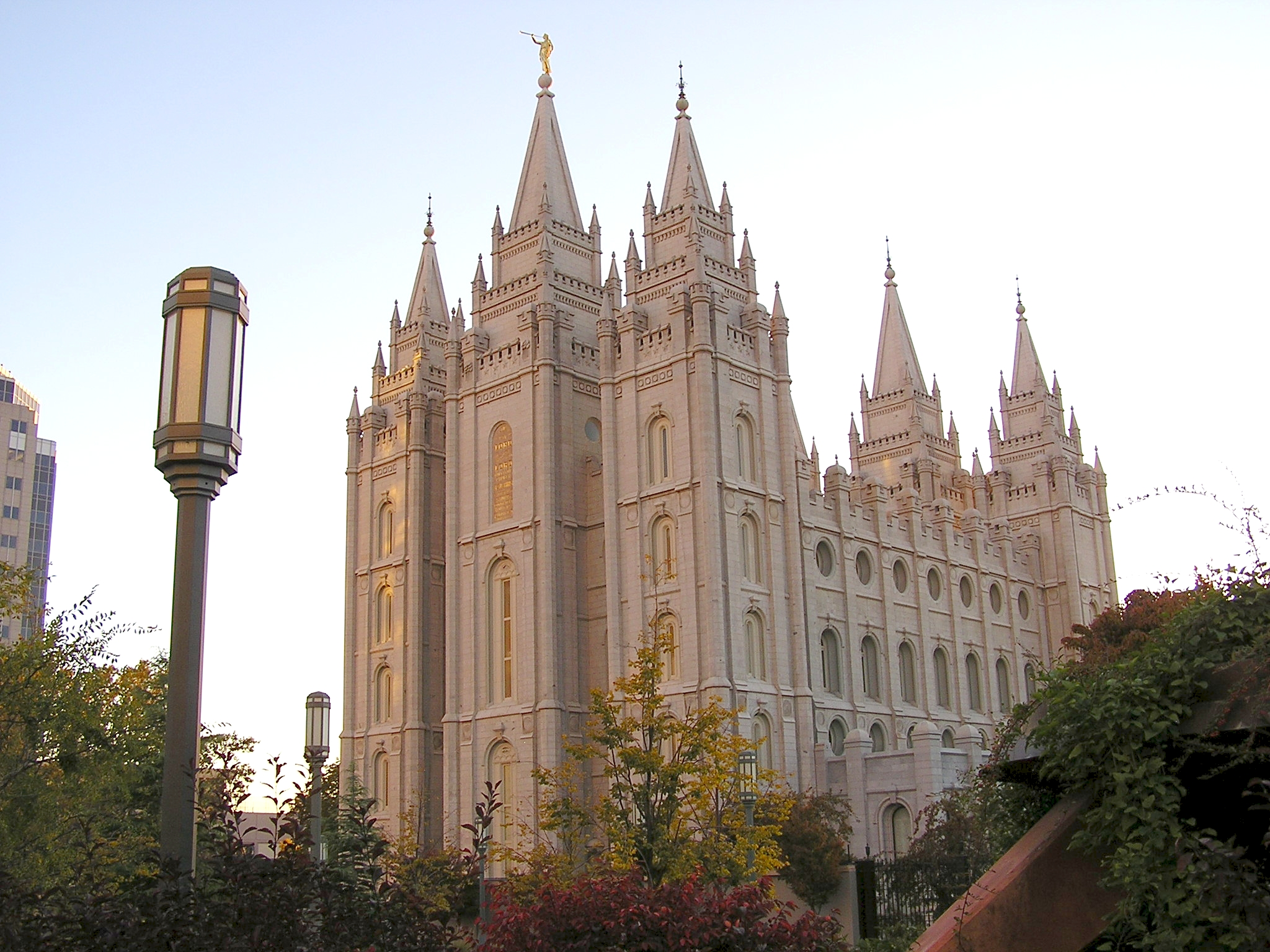
Le temple de Salt Lake City.

Les saints des derniers jours affirment que Jésus-Christ est le Premier-né du Père en esprit et son fils unique dans la chair. Ils croient qu'il est le Christ ou Messie, c'est-à-dire l'« Oint ». Qu'il est le Dieu de l'Ancien Testament, à savoir Jéhovah, préordonné à ce grand appel avant la création du monde. Selon eux, il a, sous la direction du Père, créé la Terre et tout ce qui s'y trouve ; il est né de Marie à Bethléem, il a mené une vie sans péché et accompli l'Expiation parfaite des péchés de toute l'humanité en versant son sang et en donnant sa vie sur la croix ; il est ressuscité des morts, garantissant ainsi la résurrection finale de toute l'humanité ; que par son expiation et sa résurrection, ceux qui se repentent de leurs péchés et obéissent aux commandements de Dieu peuvent vivre éternellement avec lui et avec le Père , que sa venue au monde était indispensable pour hériter du Salut, que sa vie est l'exemple parfait de la façon dont l'humanité doit vivre ; que toutes les ordonnances, prières, bénédictions et sacrements de la prêtrise doivent se faire en son nom ; qu'il est le Créateur, le Sauveur et le Dieu de toute la terre, qu'il reviendra avec puissance et gloire régner sur la terre pendant le millénium et qu'au dernier jour, il sera notre avocat lorsque Dieu le Père Éternel jugera toute l'humanité.

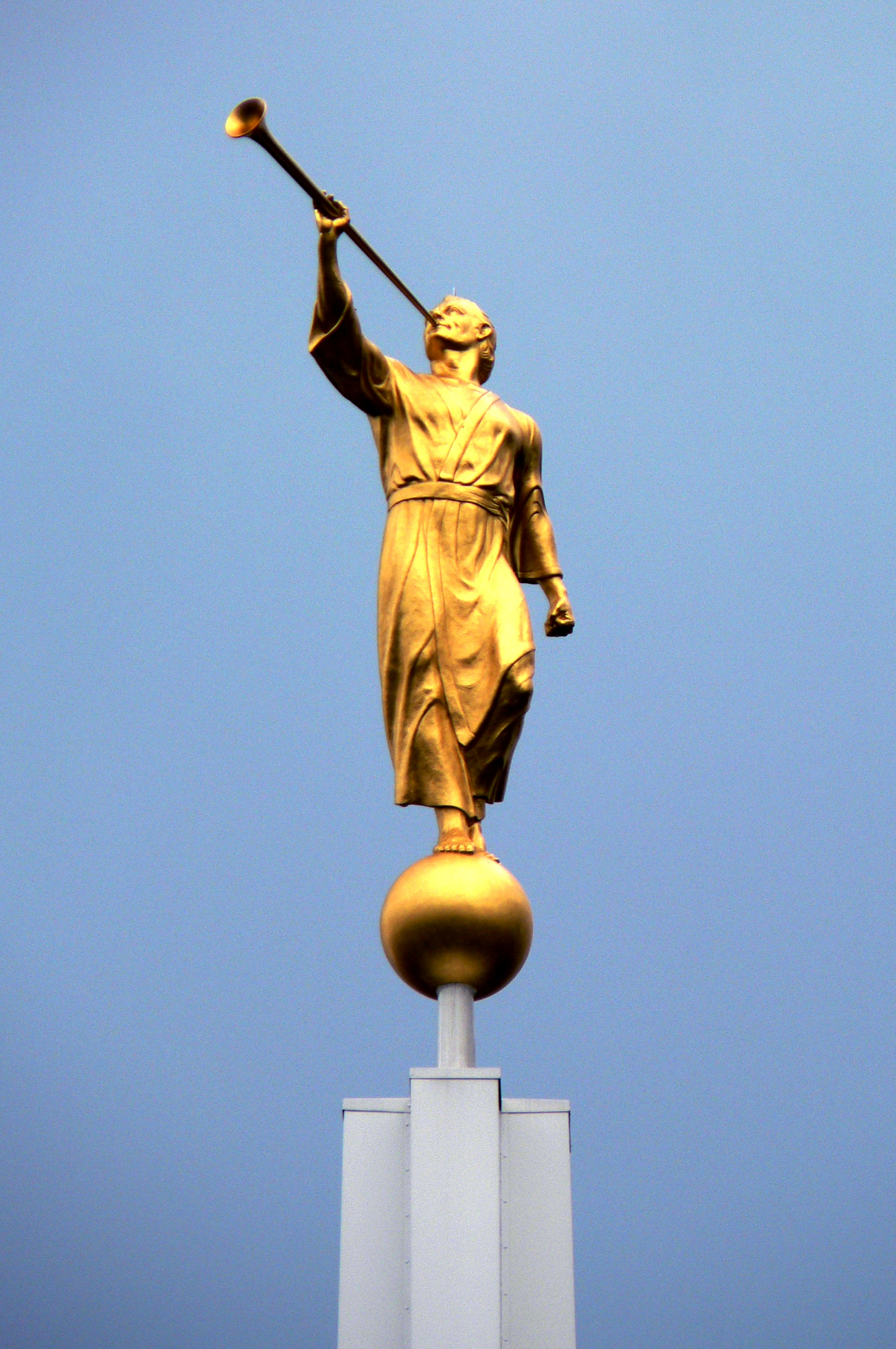
Statue de Moroni au sommet du temple de Zollikofen à Berne.

Bien que les saints des derniers jours ne croient plus qu'Adam est Dieu le Père et qu'il est le père biologique de Jésus, cette doctrine a prévalu du temps du second président-prophète Brigham Young avant d'être dénoncée par l'église comme fausse.
La croix chrétienne n'est pas utilisée comme symbole, les saints des derniers jours préférant l'idée du Christ ressuscité et vivant, ce qui, selon leur croyance, est sa réalité actuelle. Dans les églises ne se trouvent pas de croix, de statues ou d'icônes, à l'exception de quelques tableaux du Christ.
Le symbole le plus utilisé est l'ange Moroni, proclamant l'Évangile éternel aux habitants de la terre. Une statue représentant l'ange soufflant dans une trompette orne la flèche de nombreux temples de l'Église de Jésus-Christ des saints des derniers jours.

## Histoire

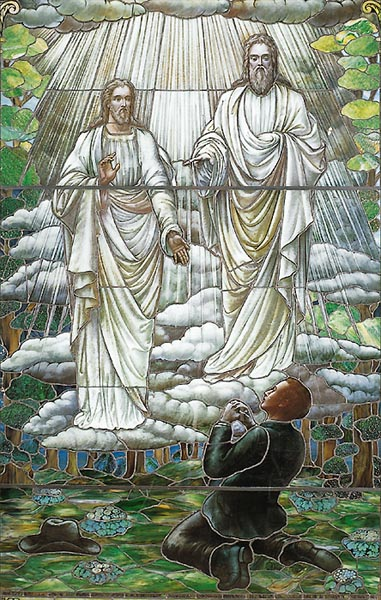
Première Vision de Joseph Smith.

Les membres de l'Église de Jésus-Christ des saints des derniers jours croient que leur Église a été rétablie par Jésus de Nazareth lui-même, par l'intermédiaire du prophète Joseph Smith, celle du Nouveau Testament, après une période de dix-huit siècles de changements et de pertes, appelée la Grande apostasie. 

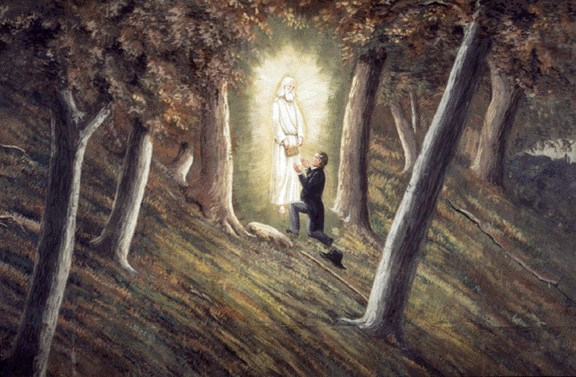
Joseph Smith reçoit les plaques.

Joseph Smith, alors âgé de 14 ans, aurait prié dans un bosquet près de chez lui en 1820, pour savoir à quelle église il devait se joindre. Il raconte que deux personnages lui apparurent : Dieu le Père et son fils Jésus-Christ. Il ajoute que Jésus-Christ lui déclara alors que la vraie Église avait été transformée et perdue par les hommes, et que, s'il restait fidèle, il serait plus tard celui par qui elle serait rétablie. Joseph Smith affirme que trois ans plus tard, en septembre 1823, il reçut la visite d'un ancien prophète, nommé Moroni, qui lui révéla l'emplacement de saintes Écritures (colline de Cumorah), écrites en égyptien réformé sur des plaques métalliques et aujourd'hui parues sous le titre de Livre de Mormon. Selon Joseph Smith, ces écrits étaient l'œuvre de prophètes d'origine juive ayant vécu sur le continent américain entre 600 ans av. J.-C. et 420 ap. J.-C.

### Jean-Baptiste, puis Pierre, Jacques et Jean

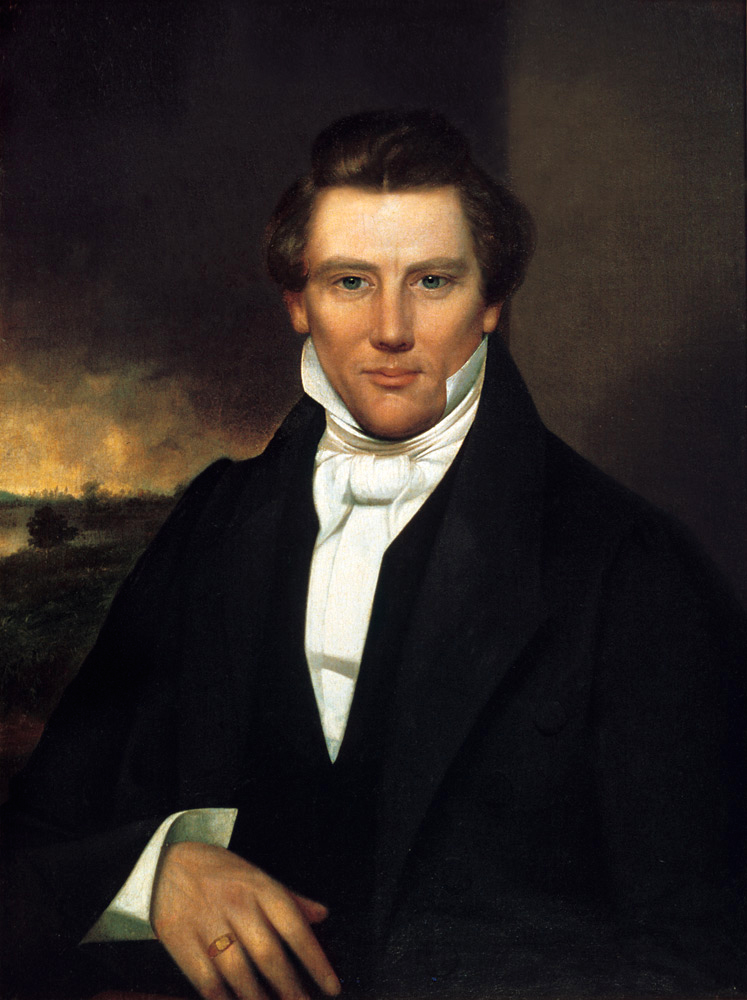
Portrait de Joseph Smith vers 1842 (auteur inconnu).

Joseph Smith raconte également que son secrétaire Oliver Cowdery et lui-même, travaillant en 1829 à la traduction du Livre de Mormon, y lurent le récit de la visite du Messie aux habitants de l'Amérique ancienne et ses enseignements sur le baptême. Selon leur récit, le 15 mai, ils allèrent prier sur les bords de la rivière Susquehanna, près de la maison de Joseph, à Harmony. Ils racontent qu'un être céleste leur apparut, se présentant comme étant Jean-Baptiste ; que ce personnage leur conféra la prêtrise d'Aaron et leur commanda de se baptiser et de s'ordonner mutuellement. 

Ils racontent qu'un être céleste leur apparut, se présentant comme étant Jean-Baptiste.

Ils racontent que le mois suivant, les apôtres d'autrefois Pierre, Jacques et Jean leur apparurent aussi et leur conférèrent la prêtrise de Melchisédek et les ordonnèrent apôtres.

### Moïse, Élias et Élie
Le 27 mars 1836, Joseph Smith consacra le temple de Kirtland. Il raconte qu’une semaine plus tard, le 3 avril 1836, Jésus-Christ lui apparut et à Oliver Cowdery dans le temple, en déclarant : « J'ai accepté cette maison, et mon nom sera ici ; et je me manifesterai avec miséricorde à mon peuple dans cette maison » (Doctrine et Alliances, 110:7). Il ajoute que trois messagers de l’époque de l'Ancien Testament, Moïse, Élias et Élie, apparurent également et rétablirent des clés et l'autorité de la prêtrise qui avaient été perdues depuis longtemps sur la terre. Toujours selon Joseph Smith, l'autorité de rassembler les enfants d'Israël des extrémités de la terre et de sceller ensemble les familles pour le temps et toute l'éternité fut rétablie (Doctrine et Alliances, 110:11-16).

### Époque des pionniers

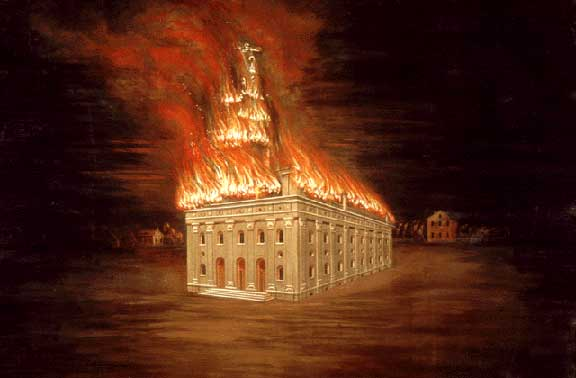
Destruction du temple de Nauvoo, par C.C.A. Christensen.

Dès la fondation de l'Église de Jésus-Christ des saints des derniers jours en 1830, ses membres ont été souvent traités durement et persécutés par leurs voisins, principalement en raison de leur unité sociale et politique et de leurs croyances religieuses. Ont eu lieu des actes de violence dirigés contre cette église, ses membres et son dirigeant, Joseph Smith, ce qui, entre autres raisons, les a contraints à se déplacer d'un endroit à un autre : Ohio, Missouri, puis en Illinois, où les membres de l'Église ont construit la ville de Nauvoo et un temple.

En 1838, le gouverneur du Missouri, Lilburn Boggs, publia l'ordre d'extermination à l'encontre de tous les membres qui vivaient dans l'État conduisant au massacre de Haun's Mill. En 1844 Joseph Smith est tué par la foule dans la prison de la ville de Carthage, en Illinois. En 1846, les tensions ont atteint leur apogée et, en 1848, des émeutiers ont brûlé le temple de Nauvoo.

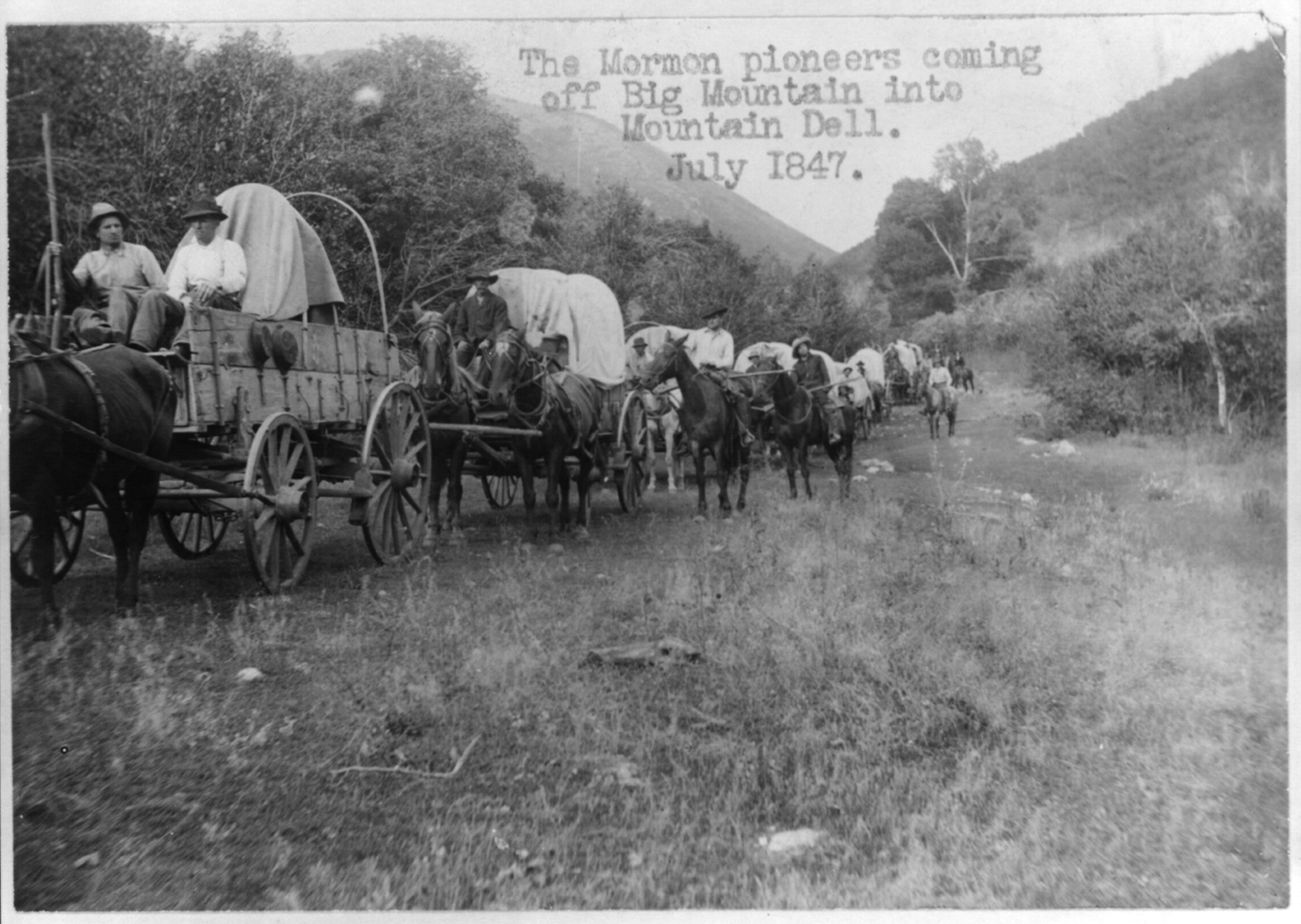
Des membres rejouant l'exode des pionniers de 1847, vers 1912.

Les premiers pionniers, chassés de Nauvoo en Illinois durant l'hiver 1845-1846, subirent l'exode et entreprirent à pied ou en chariot, sous la direction de Brigham Young, successeur de Joseph Smith, le trajet de plus de 2 000 kilomètres qui les mena jusqu'à la vallée du Grand Lac Salé, un endroit totalement désertique dans les Montagnes Rocheuses, situé dans l'actuel État d'Utah, où ils s'établirent définitivement à partir de 1847.
Entre 1847 et 1860 (date d'achèvement du chemin de fer transcontinental), 86 000 pionniers se rendirent dans la vallée du Grand Lac Salé. 6 000 d'entre eux moururent au cours du voyage. Les premiers pionniers étaient Américains, puis des dizaines de milliers d'Européens, Britanniques, Allemands, Scandinaves, Français, Suisses, etc. traversèrent l'océan Atlantique pour se rendre à Salt Lake City.
Un Français, Louis Auguste Bertrand, rédacteur au journal Le Populaire et communiste icarien, raconte sa conversion en 1850 et son expérience de la traversée des plaines dans Mémoires d'un mormon.

#### Mariage plural
Le mariage plural (mariage de type polygynie) a été pratiqué par une partie des mormons jusqu'en 1890. Il était célébré dans un temple de l'Église ; seules les femmes membres de l'Église et seuls les hommes détenteurs de la prêtrise de Melchisédek pouvaient accéder au mariage dans ces temples. Selon la doctrine mormone, le mariage plural, provenant de la révélation de Dieu au président de l'Église, rétablissait la pratique biblique de la pluralité des épouses, et aurait été voulu par Dieu, dans un temps donné, pour accroître son peuple.
Ce genre de pratique est relaté dans la Bible hébraïque comme chez Abraham, Jacob, David et d'autres. Toutefois, la polygamie était règlementée et les infractions punies (comme ce fut le cas pour David et la femme d'Urie).
Le pourcentage de mormons polygames a varié selon les endroits et les périodes. Après l'institutionnalisation de la pratique par Brigham Young jusqu’à sa suspension, entre 20 et 40 % des hommes entrèrent dans de tels mariages pluraux, tandis que le pourcentage de femmes polygames était 10 à 15 % plus élevé (leur nombre excédant parfois celui des femmes monogames en Utah).
Le 7 avril 1889, Wilford Woodruff, 4e président de l'Église de Jésus-Christ des saints des derniers jours, mit fin à la pratique du mariage plural.
De nos jours[Quand ?], le code moral défini par l’Église de Jésus-Christ des saints des derniers jours est la loi de chasteté signifiant l'abstinence de toutes relations sexuelles avant le mariage et une fidélité et une loyauté totales à son unique conjoint légal pendant le mariage.
Les minorités, localisées aux États-Unis, pratiquant aujourd'hui la polygamie, interdite par la loi de ce pays (comme l'Église fondamentaliste de Jésus-Christ des saints des derniers jours, fondée aux États-Unis en 1951) ne sont pas reconnues comme mormons par l'Église de Jésus-Christ des saints des derniers jours.

### Temps modernes

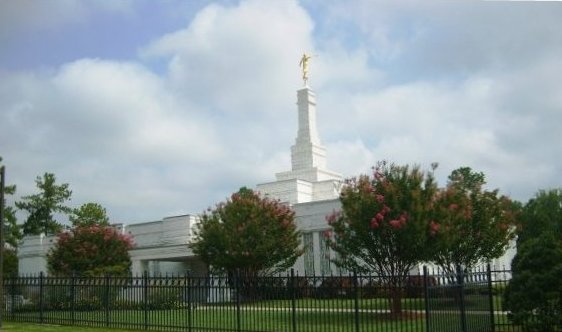
Temple de Raleigh (Caroline du Nord).

Au cours du XXe siècle, l'Église a considérablement progressé et est devenue une organisation internationale grâce, entre autres, à la croissance du nombre de missionnaires dans le monde. En 2000, l'Église comptait 60 784 missionnaires à plein temps (renouvelés tous les 2 ans) et le nombre de membres de l'église dans le monde s'est élevé à un peu plus de 11 millions. En 2007, il a dépassé 13 millions et a atteint 14 millions en juillet 2010, avec environ six millions de personnes vivant aux États-Unis : avec un peu plus de 1 % des Américains, cette église est considérée comme une minorité religieuse en même temps que la quatrième plus grande confession chrétienne d’Amérique.
Un certain nombre de modifications officielles ont été apportées à l'organisation au cours de l'ère moderne. Un changement important a été l'ordination d'hommes noirs à la Prêtrise à partir de 1978, infirmant ainsi une politique instaurée à l'origine par Brigham Young, en 1852.

### En francophonie

#### France métropolitaine

##### XIXesiècle
John Taylor, qui devait devenir plus tard le troisième président de l'Église arrive le 18 juin 1850 au port maritime de Boulogne-sur-Mer sur le vapeur Emerald avec ses deux collègues Curtis Bolton et William Howells. Il est reçu par le maire de Boulogne-sur-Mer, Louis Fontaine, et obtient l’autorisation de prêcher. L'instabilité politique crée des crises fréquentes qui entravent l’œuvre des premiers missionnaires.

##### XXesiècle
En 1912, la mission française est officiellement organisée. La Première Guerre mondiale oblige tous les missionnaires à évacuer le territoire, et la mission est fermée le 30 août 1914. Elle sera à nouveau ouverte cinq ans après l'armistice de 1918[source secondaire souhaitée].
En 1939, à la suite de la déclaration de la guerre, les missionnaires reçoivent l'ordre de leur consulat de rentrer aux États-Unis. Un seul détenteur de la prêtrise de Melchisédek exerce alors son sacerdoce en France : Léon Fargier de Valence. Paris, Lyon, Grenoble, Saint-Diez, Besançon, Montpellier, Saint-Étienne, Valence, Tarbes, Nîmes et Saint-Florent sont les villes où les membres sont non organisés puisque sans prêtrise. Pendant toute cette période de Seconde Guerre mondiale, et malgré les avertissements du gouvernement de Vichy, il leur rend visite tous les deux mois et pour cela doit franchir la zone occupée par les Allemands.
En 1946, après la guerre, les unités locales sont réorganisées. Léon Fargier devient le président de district pour toute la France jusqu'en 1950 où le district de Lyon est réorganisé[source secondaire souhaitée].
En 1955, le Chœur du Tabernacle fait une tournée en Europe et se produit au palais de Chaillot à Paris. À l'époque, il y a environ 1 500 membres de l'Église dans tout le pays. Le temple de l'église est construit en Suisse, premier temple construit hors d'Amérique du Nord[source secondaire souhaitée].

#### Polynésie française
En 1842, proclamant la liberté religieuse pour les catholiques, les Français et la reine Pomare IV proclamaient la liberté religieuse pour tous.
En 1843, Joseph Smith appela des missionnaires à se rendre dans les îles du Pacifique. C’était la première fois que l’Église se tournait vers une langue et une culture étrangères. Ils restèrent attachés à leur mission pendant neuf ans et davantage. Le 29 juillet 1844 était organisée la branche de Tubuaï de l’Église de Jésus-Christ des saints des derniers jours, la première dans le Pacifique. Au bout de dix mois, Addison Pratt écrivit à Brigham Young : « Le Seigneur a considérablement béni mes faibles efforts pour répandre l’Évangile. J’ai baptisé cinquante-sept personnes dans cette île… Parmi elles, il y a la reine… un vice-roi, sa femme et sa fille… le chef principal et sa femme… et plusieurs chefs subalternes… ».
Le 1er mai 1845, Benjamin F. Grouard aborda l’île d’Anaa. Le 24 septembre 1846, dix branches de l’église y étaient représentées avec un total de 866 âmes « honorablement connues ».
Le départ de Addison Pratt[Qui ?] et ses compagnons marqua la fin de la première période de l’histoire de l’Église en Polynésie française et inaugura une période caractérisée par les efforts des dirigeants locaux pour préserver l’organisation et les enseignements de l’Église. Au cours d’une période de violentes persécutions religieuses, l’organisation en branches et les formes de culte furent préservées jusqu’à l’arrivée de missionnaires d’Utah en 1892.
La mission des Îles de la Société, rouverte en 1892, englobait les habitants de six groupes d’îles, les îles de la Société, les îles Australes, l’archipel des Tuamotu, les îles Marquises, les îles Gambier et les îles Cook. À la date du 31 décembre 1895, il y avait 984 saints des derniers jours dans les îles et au début du siècle, environ 1 000. Sur une population de 429 âmes à Tubuai, 159 étaient des saints des derniers jours. Sur une population totale de 4 743 âmes dans les Tuamotu, 905 étaient membres de l’Église, soit le cinquième de la population des îles.
Au 31 décembre 1993, la population de l’Église en Polynésie française était de 11 644 membres inscrits dans les registres.
Avec l’accord du gouvernement, le 25 mai 1963 fut donné le premier coup de pioche pour la construction de l’école primaire élémentaire de l'Église à Papeete. En 1983, Gordon B. Hinckley, président de l’Église, consacra le temple de Tahiti.

#### Québec
Dans les années 1830, des missionnaires traversèrent fréquemment le Bas-Canada, le nom de la province de Québec à l’époque. Le prosélytisme était difficile parmi la communauté à majorité francophone. Pour quelques raisons, dont probablement la forte dévotion des canadiens-français au catholicisme, les missionnaires n'ont pas eu beaucoup de succès parmi la population francophone. En dépit de cela, Hazden Aldrich et Winslow Farr ont baptisé quelques personnes dans le canton de Stanstead en 1836. Ces personnes sont parties aux États-Unis avec les autres membres de l’Église.
La mission canadienne a été établie en 1919. En 1930, une congrégation anglophone a été établie à Montréal. En 1961, Thomas S. Monson comme président de la mission canadienne a envoyé six missionnaires francophones au Québec. En 1971, une mission a été établie. En l'an 2000, le temple de Montréal Québec a ouvert à Longueuil.

## Ouvrages canoniques
Un des aspects de la doctrine qui distinguent les saints des derniers jours des autres confessions chrétiennes est la croyance en de saintes Écritures complémentaires à la Bible, ce qui porte à quatre le nombre d'ouvrages considérés comme canoniques et qui conduisent les saints des derniers jours, par une étude personnelle, à croire en leur véracité :

### Bible
Les saints des derniers jours croient que la Bible contient des livres relevant de la parole de Dieu dans la mesure où elle est traduite correctement (8e article de foi). La Bible, c'est-à-dire l'Ancien Testament et le Nouveau Testament, est l'un des fondements de la foi mormone.
Cependant, le Cantique des Cantiques est considéré comme non inspiré de Dieu.
La traduction anglaise de la Bible utilisée par les mormons est la version du roi Jacques. En français, ils utilisent la version Louis Segond de 1910.

### Livre de Mormon

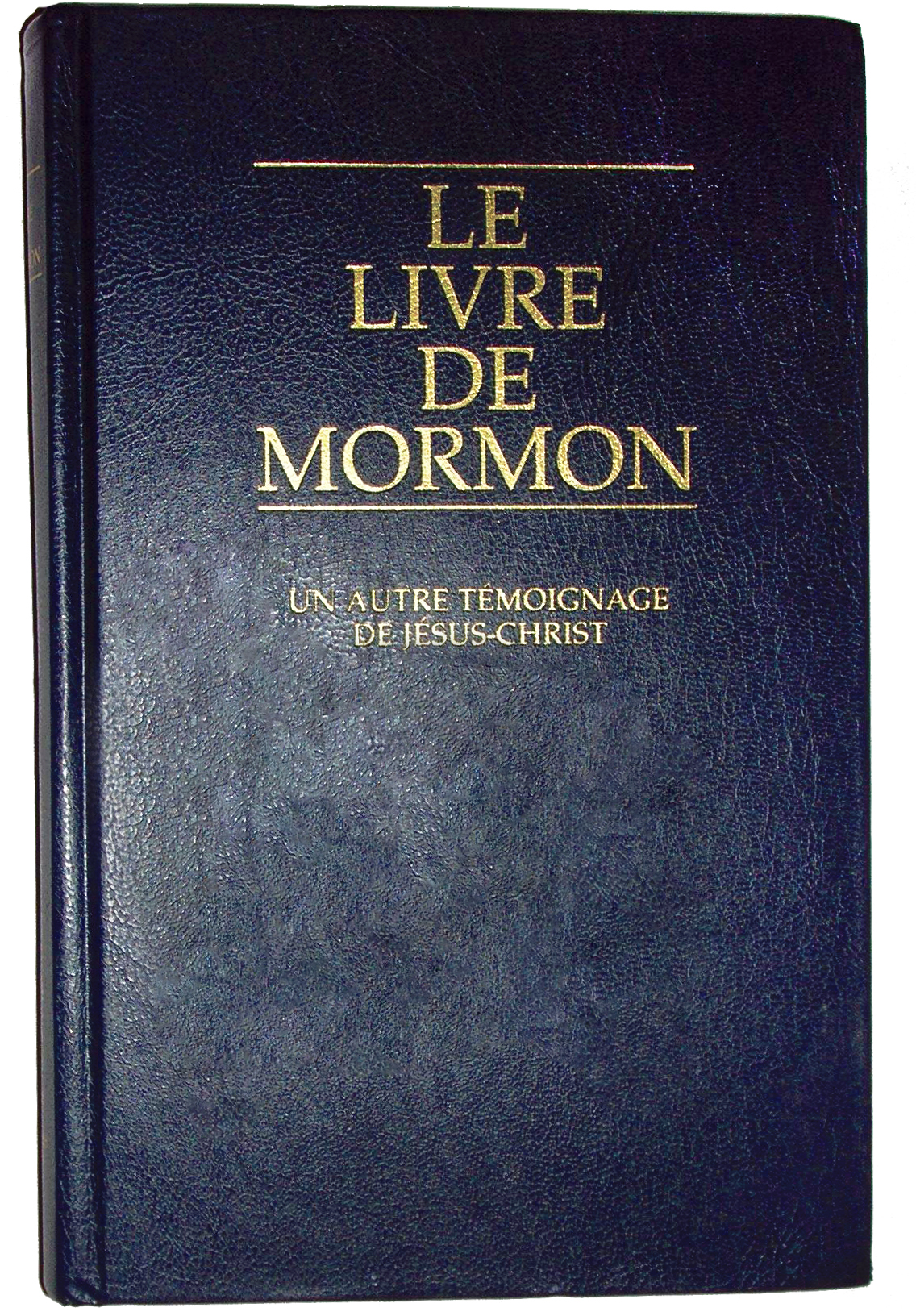
Le Livre de Mormon.

Le Livre de Mormon est un ouvrage dont la première version fut publiée en 1830. Il fut présenté par Joseph Smith comme la traduction de plaques trouvées selon lui dans la Colline de Cumorah dont l'endroit lui aurait été indiqué par l'ange Moroni. Le livre relaterait, de 600 ans avant Jésus-Christ à 421 ans après Jésus-Christ, 1 000 ans de l'histoire de Léhi, prophète d'origine juive, fuyant par la mer avec sa famille juste avant la destruction de Jérusalem, et de sa descendance, les Néphites et les Lamanites, peuples de l'Amérique ancienne, avec pour point culminant la visite que Jésus-Christ aurait rendue au peuple néphite trois jours après sa crucifixion. L’ouvrage tire son nom d’un de ses personnages, Mormon, qui aurait vécu de 311 à 385 environ après Jésus-Christ. Ce dernier aurait rassemblé les annales de ses prédécesseurs pour en faire une compilation religieuse et historique. C'est en référence à cette compilation que sont utilisés les termes « mormon » et « mormonisme ».
Joseph Smith affirme avoir traduit ce document à l'aide de l'Ourim et Thoummim. Selon lui, il s'agissait d'instruments qui étaient en usage parmi les prophètes de l'Ancien Testament (se référant à Esdras 2:63) et qui se trouvaient avec les plaques. L'Église de Jésus-Christ des saints des derniers jours considère l’ouvrage comme historiquement authentique et affirme qu’il est possible d’obtenir le témoignage de la véracité du Livre de Mormon au travers de la prière. Ce livre constitue pour les mormons la « clef de voûte de [leur] religion ».
Les historiens rejettent les aspects surnaturels du récit de Joseph Smith et estiment que celui-ci a rédigé le livre lui-même, seul ou avec l’aide d’associés plus instruits, en se servant vraisemblablement d’autres ouvrages. Ils rejettent la véracité historique du Livre de Mormon en soulignant les incohérences anachroniques du récit.

### Doctrine et Alliances
À la Bible et au Livre de Mormon, s’ajoutent les Doctrine et Alliances qui, selon la doctrine de l'Église de Jésus-Christ des saints des derniers jours, sont des Écritures canoniques de composition moderne, émanant de prophètes modernes pour l'établissement et le gouvernement de l'Église.

### Perle de grand prix

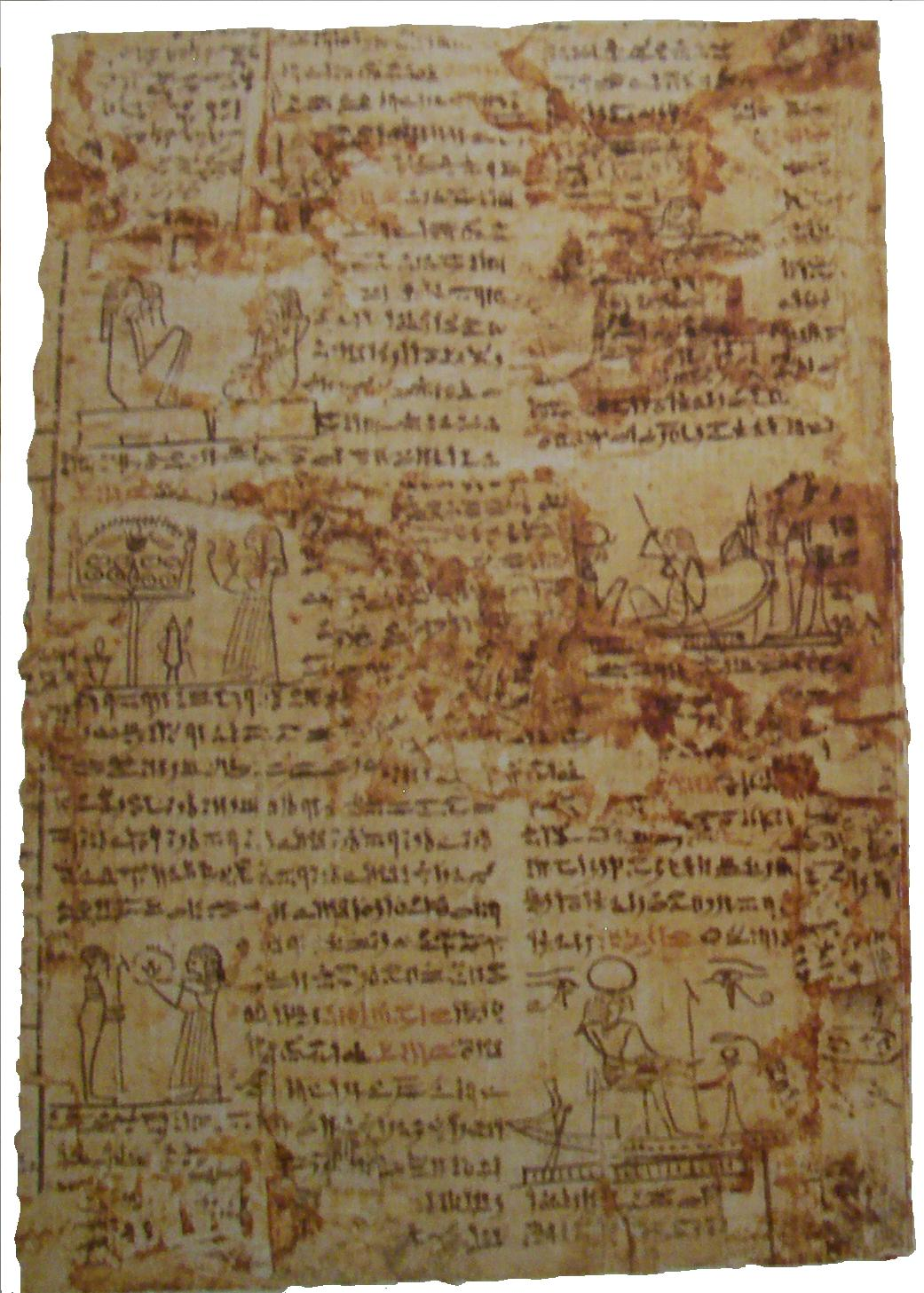
Vignette 4 des papyrus de Joseph Smith.

La Perle de grand prix est un choix de textes relatifs à de nombreux aspects de la foi et de la doctrine de l’Église de Jésus-Christ des saints des derniers jours. Ces textes sont : 
- le Livre de Moïse (extraits de la version de la Genèse par Joseph Smith) ;
- le Livre d'Abraham, présenté comme la traduction, par Joseph Smith, de papyrus égyptiens qu'il obtint en 1835 ;
- Joseph Smith, Matthieu, extrait de l'évangile de Matthieu, selon la version de la Bible par Joseph Smith ;
- Joseph Smith, Histoire, extrait de l'histoire de l'Église de Jésus-Christ des saints des derniers jours que Joseph Smith écrivit en 1838 ;
- les Articles de foi de l'Église de Jésus-Christ des saints des derniers jours, qui sont treize déclarations de foi et de doctrine.

La Perle de grand prix tire son nom du Nouveau Testament, qui compare le royaume des cieux à une « perle de grand prix » (Mt 13:45–46).

## Théologie

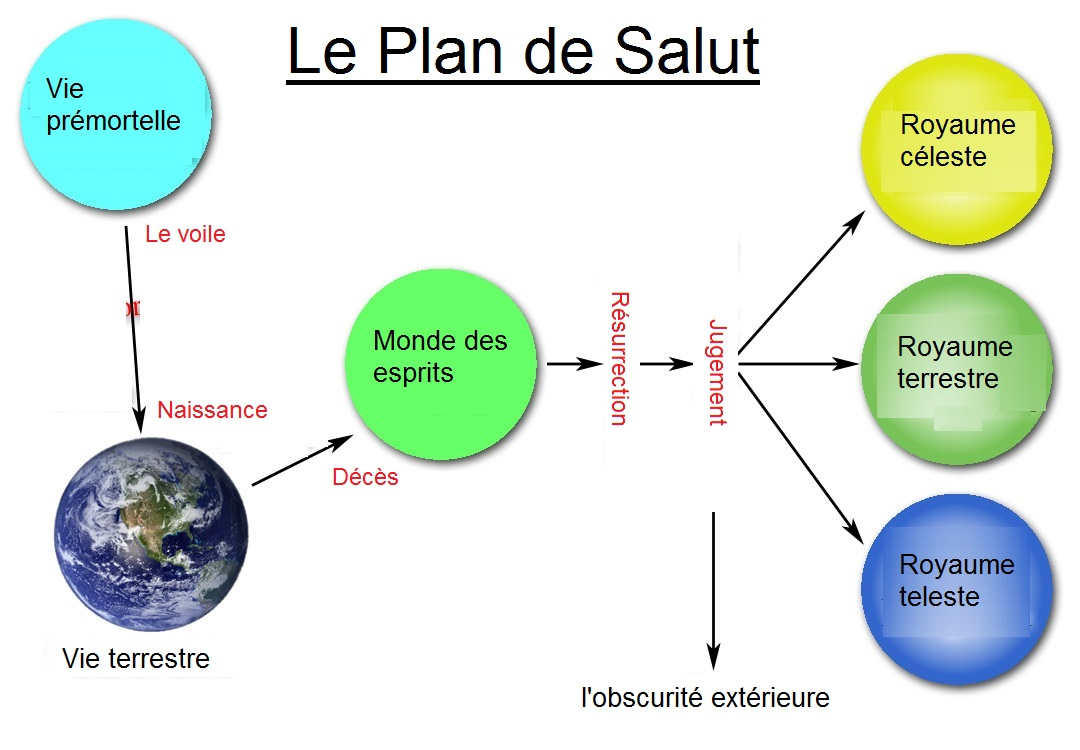
Le Plan de salut.

L'Église de Jésus-Christ des saints des derniers jours affirme être dirigée par Jésus-Christ, par l'intermédiaire d'un prophète vivant, actuellement Russell M. Nelson, 17e président de l'Église, et de douze apôtres et se considère comme le rétablissement de l’Église originelle de Jésus-Christ après une longue période d'apostasie et en préparation de la Seconde Venue. Selon sa doctrine, l’Église fournirait l’organisation et les moyens nécessaires pour enseigner l’Évangile de Jésus-Christ à tous sans exception, apportant l’autorité de la prêtrise qui permet d’accomplir les sacrements et ordonnances du salut pour toutes les personnes qui sont dignes et disposées à les recevoir.
Les saints des derniers jours croient en un plan de salut, permettant à l'homme et la femme dignes d'atteindre l'exaltation, c'est-à-dire retourner en la présence de Dieu. La notion de famille tient une place prépondérante : les saints des derniers jours pensent que la famille peut être éternelle grâce aux sacrements célébrés dans un temple de l'Église.
La théologie du mormonisme est nommée « Évangile de Jésus-Christ ». Elle est fondée sur les Saintes Écritures et la révélation moderne par l'intermédiaire des prophètes. Cette doctrine aurait été révélée par Jésus-Christ comme étant un système de lois et d'ordonnances éternelles telles que la personne qui s'y conforme strictement aurait l'assurance de pouvoir entrer dans la présence de Dieu. Ces lois et ordonnances seraient le système de gouvernement du royaume de Dieu. Selon la doctrine, tous seront sauvés dans un royaume de gloire mais pas tous dans le royaume céleste.

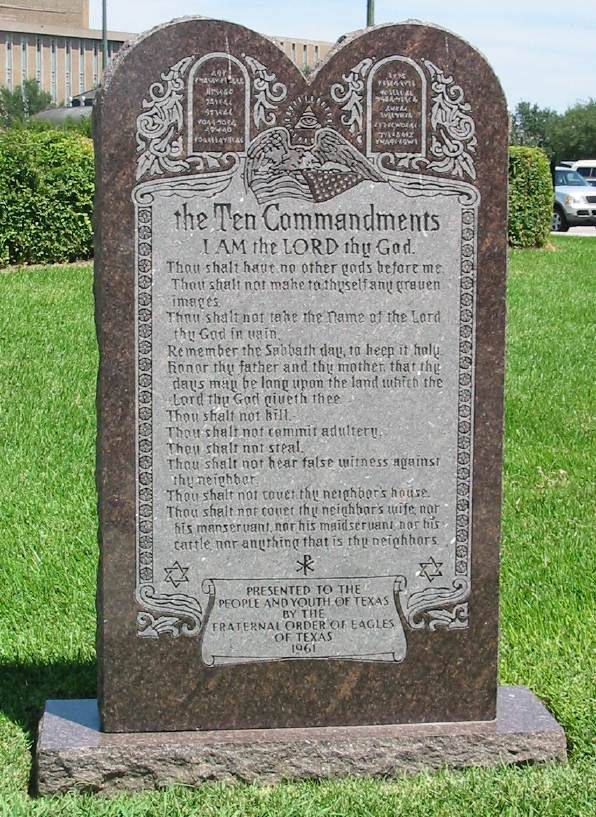
Stèle des 10 commandements.

Le plan de salut désigne le plan par lequel Dieu réalise l'immortalité et la vie éternelle de l'homme :
- la vie prémortelle avec Dieu : pour les saints des derniers jours, tous les êtres humains ont choisi dans la vie prémortelle de venir sur la terre et sont ici-bas pour faire l'expérience de la vie dans un corps de chair et d'os et pour acquérir les vertus chrétiennes avant de retourner en présence de Dieu ;
- quitter la présence de Dieu : La chute d'Adam et Ève était une étape nécessaire à la venue au monde des enfants d'esprit du Père. Sans l'étape de la Chute, Adam et Ève n'auraient pas eu de postérité, et n'auraient pas connu le bien et le mal, ni plus tard la vie éternelle (2 Néphi 2:22-25) ;
- communiquer avec Dieu : selon la doctrine, la prière, les enseignements des prophètes et l'étude des Écritures sont les moyens de communiquer avec Dieu ;Baptême mormon (par immersion) vers 1850.

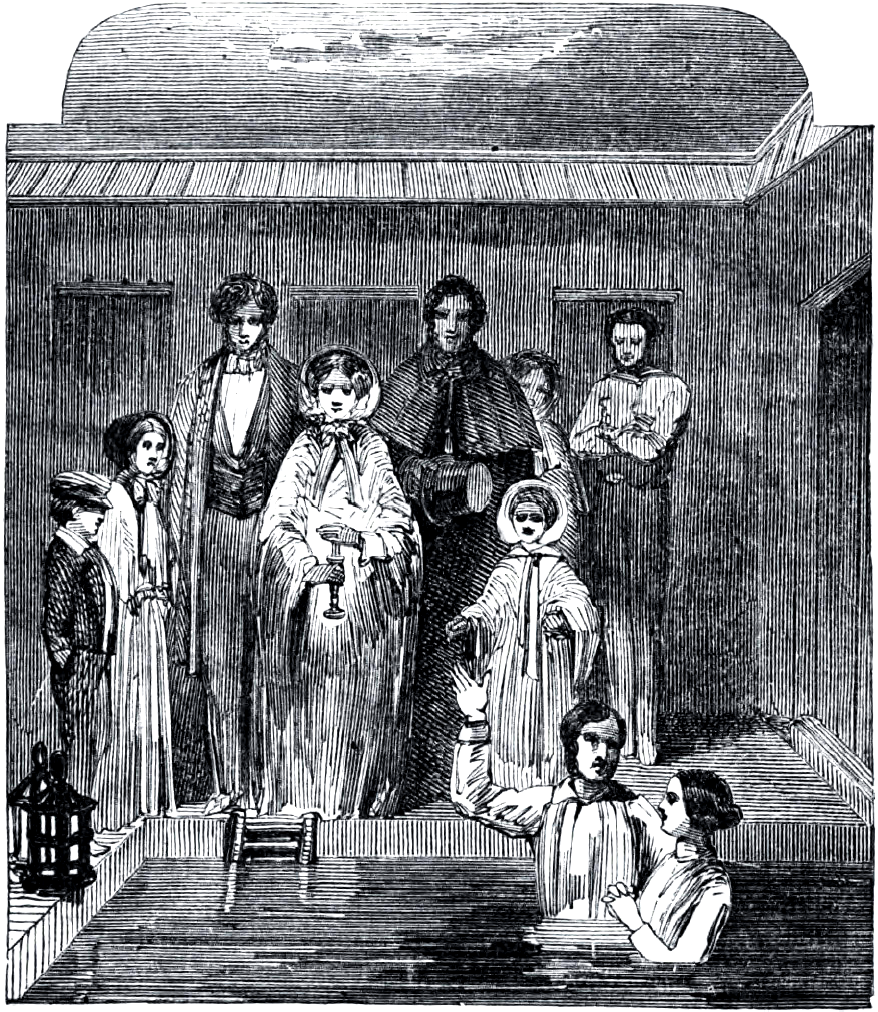
Baptême mormon (par immersion) vers 1850.

- Jésus-Christ : le point central de la théologie mormone est Jésus-Christ : sa naissance, sa vie, son sacrifice expiatoire et sa résurrection. La création a permis la Chute qui a nécessité l'expiation de Jésus-Christ. Le sacrifice expiatoire de Jésus-Christ est considéré comme l'événement le plus important de l'histoire de l'humanité. Parce qu'il a mené une vie parfaite, le Christ était qualifié pour offrir sa vie en rançon pour les péchés de l'humanité. Le sacrifice expiatoire permet la foi au Christ et en son salut ;
- contracter des alliances avec Dieu : la foi, la repentance, le baptême par immersion pour la rémission des péchés, le don du Saint-Esprit par imposition des mains et la persévérance dans l'obéissance aux commandements jusqu'à la fin sont nécessaires au salut. La Sainte-Cène, ayant lieu chaque dimanche, permet de renouveler les alliances contractées lors du baptême ;
- le perfectionnement des saints : le respect du jour de sabbat, la loi de chasteté (abstinence avant le mariage et fidélité pendant), le paiement de la dîme, le jeûne, le travail et la responsabilité personnelle, la Parole de Sagesse (s'abstenir de tabac, de boissons alcoolisées, de café et de thé, de drogue), l'œuvre missionnaire, l'obéissance aux commandements permettent de se perfectionner dans les vertus chrétiennes ;
- la famille éternelle : atteindre l'exaltation, soit la continuité des vies, nécessite d'avoir préalablement reçu le sacrement du mariage éternel dans le temple. C'est ainsi que les couples saints des derniers jours sont mariés ou « scellés » pour l'éternité et que les enfants sont « scellés » à leurs parents ;
- l'œuvre du temple et la l'histoire familiale : Selon la doctrine, l'Évangile est enseigné aux morts dans le monde des esprits où, ayant leur libre arbitre, ils peuvent accepter ou non les sacrements accomplis pour eux dans cette vie[29]. Ces sacrements, œuvre de salut pour les morts, sont accomplis par procuration dans les temples par les membres de l'Église considérés dignes. Les saints des derniers jours font des recherches généalogiques pour découvrir les noms et dates de naissance de leurs ancêtres afin que les ordonnances salvatrices (baptême, confirmation, ordination, dotation, mariage, scellement aux parents et aux enfants) soient accomplies pour eux ;
- la vie après la mort : 
  - le monde des esprits post-terrestre est l'endroit où attend l'esprit de l'homme entre la mort et la résurrection. Il comporte deux parties distinctes ou états séparés : le paradis, où sont reçus ceux qui ont accepté l'Évangile ; et la prison des esprits, où sont reçus ceux qui n'ont pas obéi à l'Évangile ou qui ne l'ont pas accepté pendant qu'ils étaient sur la terre ou qui n'ont pas eu l'occasion de l'entendre. L'Évangile est enseigné dans la prison des esprits et ceux qui acceptent le sacrement du baptême célébré en leur faveur dans les temples vont dans le paradis. Ces sacrements, œuvre de salut pour les morts, sont accomplis par procuration,
  - la résurrection universelle : résurrection de chaque être humain avant qu'il ne soit emmené devant Dieu pour le jugement,
  - le jugement dernier où il sera tenu compte de la globalité de la personne jugée (connaissance, actes, paroles, pensées, désirs, repentance),
  - l'attribution d'un degré de gloire : au jugement est attribué à chacun, selon ses choix dans la mortalité et dans l'au-delà, l'un des trois degrés de gloire : téleste, terrestre, ou céleste.

## Structure

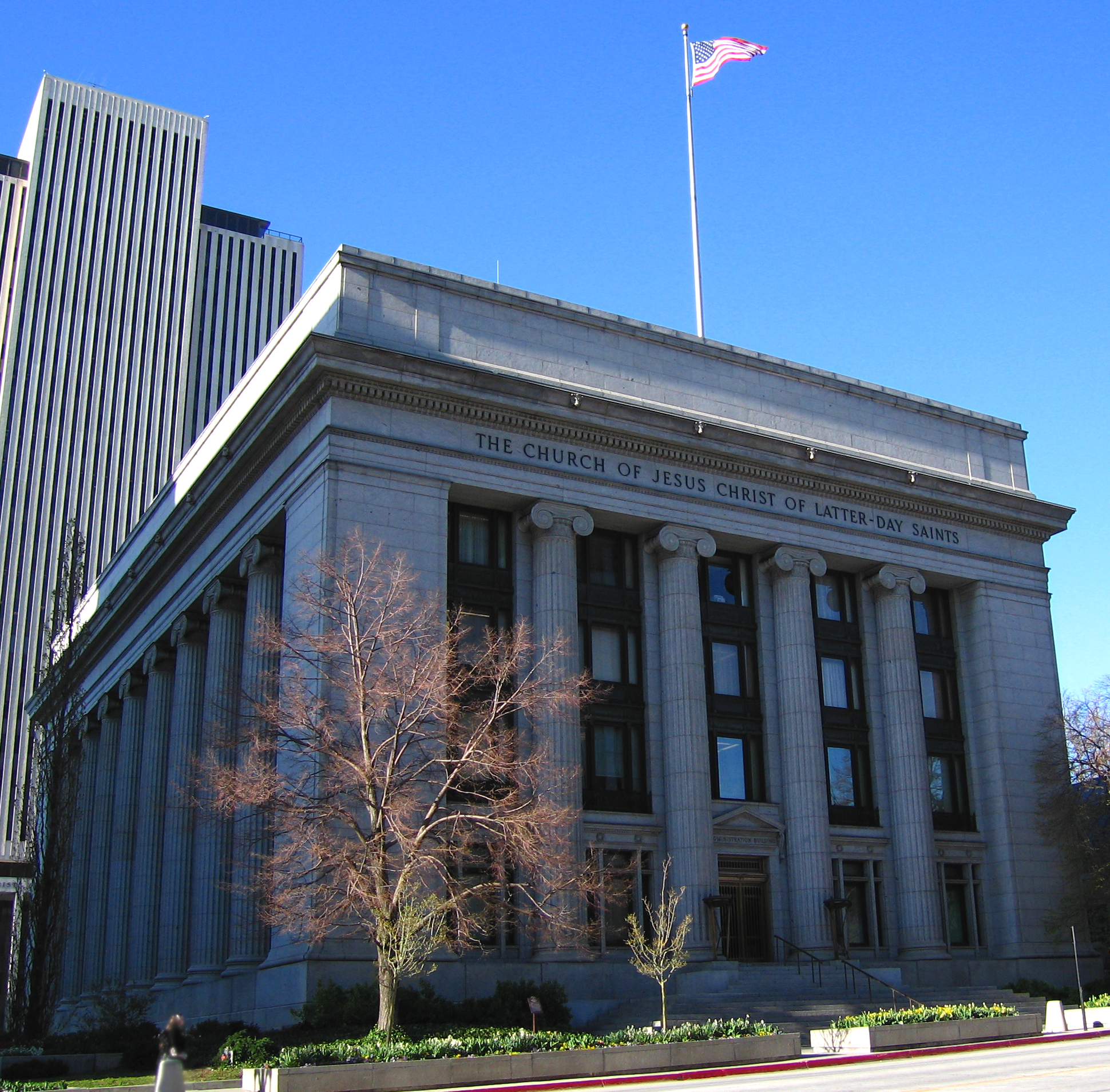
Bâtiments administratifs de l'Église à Salt Lake City.

Il existe quatre niveaux d’administration dans l'Église de Jésus-Christ des saints des derniers jours : le niveau général, le niveau régional, le niveau local et le niveau familial. Au niveau général se trouvent les officiers et bureaux généraux et quelques employés. Le niveau régional sert à l'administration seulement. Au niveau local se trouvent, dans les régions où les membres de l'Église sont nombreux, les pieux (diocèses) et les paroisses, et dans les régions où ils sont moins nombreux, les missions, les districts et les branches. Au niveau familial, chaque membre de la famille a ses propres responsabilités.

### Niveau général

#### La première présidence

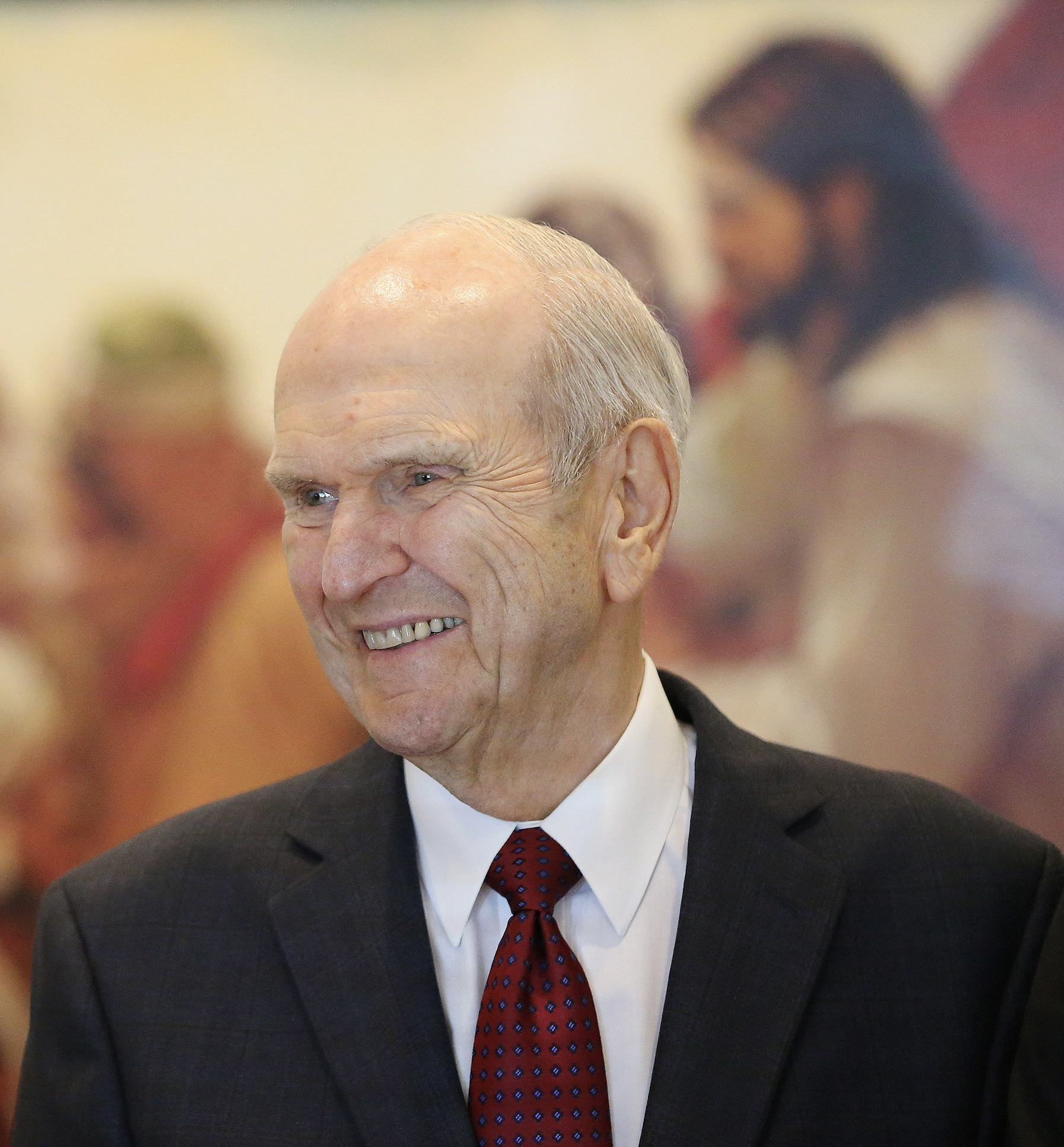
Russell M. Nelson, président de l'Église de Jésus-Christ des saints des derniers jours.

Depuis le 14 janvier 2018, le président est Russell M. Nelson, assisté de Dallin H. Oaks comme premier conseiller et d'Henry B. Eyring comme deuxième conseiller [réf. souhaitée].

#### Le collège des apôtres
La première présidence est assistée par un collège de douze hommes, les douze apôtres, qui dirigent l’implantation et la croissance de l’Église dans le monde entier. Ils sont appelés à rejoindre cette instance par le président au fur et à mesure des vacances de sièges.
| Nom                    | Date de naissance        | Date d'appel |
| Jeffrey R. Holland     | 3 décembre 1940          | 1994         |
| Dieter Uchtdorf        | 6 novembre 1940          | 2004         |
| David A. Bednar        | 15 juin 1952             | 2004         |
| Quentin L. Cook        | 8 septembre 1940         | 2007         |
| D. Todd Christofferson | 24 janvier 1945          | 2008         |
| Neil L. Andersen       | 9 août 1951              | 2009         |
| Ronald A. Rasband (en) | 6 février 1951           | 2015         |
| Gary E. Stevenson (en) | 6 août 1955              | 2015         |
| Dale G. Renlund (en)   | 13 novembre 1952         | 2015         |
| Gerrit W. Gong         | 23 décembre 1953         | 2018         |
| Ulisses Soares         | 2 octobre 1958           | 2018         |
| Patrick Kearon         | 18 Juillet 1961 (62 ans) | 2023         |

#### Les autres autorités
Les collèges de soixante-dix (au nombre de huit fin 2007) et l’épiscopat président complètent l’organisation des officiers généraux de l’Église. Les soixante-dix ont la responsabilité de prêcher l'Évangile. Un épiscopat président, formé de trois hommes, s'occupe des affaires temporelles de l'Église. Aidés d'architectes, d'experts paysagistes, d'ingénieurs et d'autres spécialistes, ils gèrent les bâtiments construits un peu partout dans le monde et les autres constructions. Ils gèrent également le programme humanitaire de l'Église. Les membres de l'épiscopat président sont aussi les dirigeants de la Prêtrise d'Aaron. À ce titre ils supervisent plusieurs dizaines de milliers de collèges de garçons et de jeunes gens ordonnés à la prêtrise. Les membres de la Première Présidence, du collège des douze apôtres, les présidents des soixante-dix, les deux premiers collèges des soixante-dix et l’épiscopat président composent le groupe des autorités générales de l’Église. Les autorités générales (au nombre d'une centaine) travaillent à plein temps pour l’Église et ce qu'ils reçoivent de sa part est désigné différemment selon les sources : l'Église parle d'une « allocation d’entretien » quand d'autres sources font mention d'un « salaire » ainsi que d' « avantages », ou encore d'une « rémunération ». En plus des officiers généraux, il existe des bureaux généraux à la tête des organisations auxiliaires et des programmes de l’Église. Ces bureaux supervisent le travail des organisations et des programmes au niveau de l'Église tout entière. S'ajoutent à ceux-ci quelques spécialistes et une équipe d'employés qui sont salariés de l'Église.

## Fonctionnement

### Prêtrise
Le terme « prêtrise » est un générique qui englobe tous les offices du sacerdoce. Il existe deux ordres :
- la prêtrise d'Aaron.

Les offices de la prêtrise d’Aaron sont ceux de diacre, d’instructeur, de prêtre et d’évêque (cependant un évêque doit aussi détenir la prêtrise de Melchisédek).
- la prêtrise de Melchisédek.

Les offices de la prêtrise de Melchisédek sont ceux d’Ancien, de Grand-Prêtre, de Patriarche, de Soixante-Dix et d’Apôtre.
Les détenteurs de la prêtrise sont organisés en collèges et ont l'autorité d'administrer les sacrements et d'exercer certaines fonctions administratives dans l'Église. Ces sacrements sont le baptême, la confirmation (ou don du Saint-Esprit), l’ordination à la prêtrise de Melchisédek pour les hommes, la dotation et le mariage céleste.
D’autres sacrements existent, comme : la bénédiction d'un nouveau-né, la bénédiction patriarcale, les bénédictions de santé, les bénédictions pour conseiller et réconforter, les bénédictions paternelles, les mises à part dans une fonction dans l’Église et la bénédiction d'une tombe. D’autres sacrements ne s’adressent pas à l’individu : la consécration d'un temple, d'une église ou d’un autre bâtiment, la consécration d'un pays à la prédication de l'Évangile, etc. Les sacrements sont administrés par la prêtrise. Les sacrements suivants se font par imposition des mains : la confirmation, les ordinations, les mises à part et la plupart des bénédictions.
Le terme « prêtrise » désigne également l'ensemble des hommes qui détiennent un office dans la prêtrise. Les femmes reçoivent des responsabilités dans l’Église sans détenir la prêtrise.
Les collèges de la prêtrise sont : les collèges des diacres (garçons de 11-13 ans), les collèges des instructeurs (garçons de 14-15 ans), les collèges des prêtres (garçons de 16-17 ans), les collèges des anciens (hommes de 18 ans et plus), les collèges des grands-prêtres (chacun étant constitué de l'ensemble des grands-prêtres d'un pieu), les collèges des soixante-dix (au nombre de huit depuis 2005), le collège des douze apôtres.

### Organisations
Les organisations suivantes sont dirigées par des femmes au niveau général comme au niveau local de la hiérarchie de l'Église :
- la Société de secours. À l'époque où elle a été fondée, la Société de secours avait deux objectifs principaux : porter secours aux pauvres et aux nécessiteux et sauver les âmes. Cette organisation reste aujourd'hui fidèle aux principes directeurs de son origine ;
- les jeunes filles de 11 à 17 ans ont un programme complet d'enseignement. Toutes les jeunes filles sont encouragées à participer au programme d'accomplissement qui les aide à vivre des expériences des vertus pour les Jeunes Filles par des projets et des activités ;
- la Primaire, organisation destinée à tous les enfants âgés de 3 à 11 ans et qui a lieu pendant une heure tous les dimanches pendant que les parents participent à leurs réunions hebdomadaires. La primaire permet aux enfants d'apprendre des chants et de recevoir un enseignement basé sur l'évangile. De plus, des « journées d'accomplissement » leur offrent des occasions d'interagir les uns avec les autres en ayant des divertissements sains par des activités physiques, créatives, culturelles et des activités de service.

### Relais de communication
À tous les niveaux de la hiérarchie, différentes réunions ecclésiastiques sont tenues pour le bon fonctionnement de l’Église : conférences, réunions de présidence, réunions de conseil, réunions de comité, réunions de coordination. À ces réunions s'ajoutent d'autres relais de communication : visites et entretiens.

### Documentation
Le siège de l'Église édite des manuels d'instructions adaptés aux différents niveaux de l'autorité ecclésiastique, de l'administration, des organisations et des programmes, auxquels peuvent s'ajouter des courriers et notes internes.
L'Église publie les Écritures (Bible, Livre de Mormon, Doctrine et Alliances, Perle de grand prix), des manuels de cours et le magazine Le Liahona qui servent de support à l'instruction donnée dans les différentes classes.

### Offices et réunions

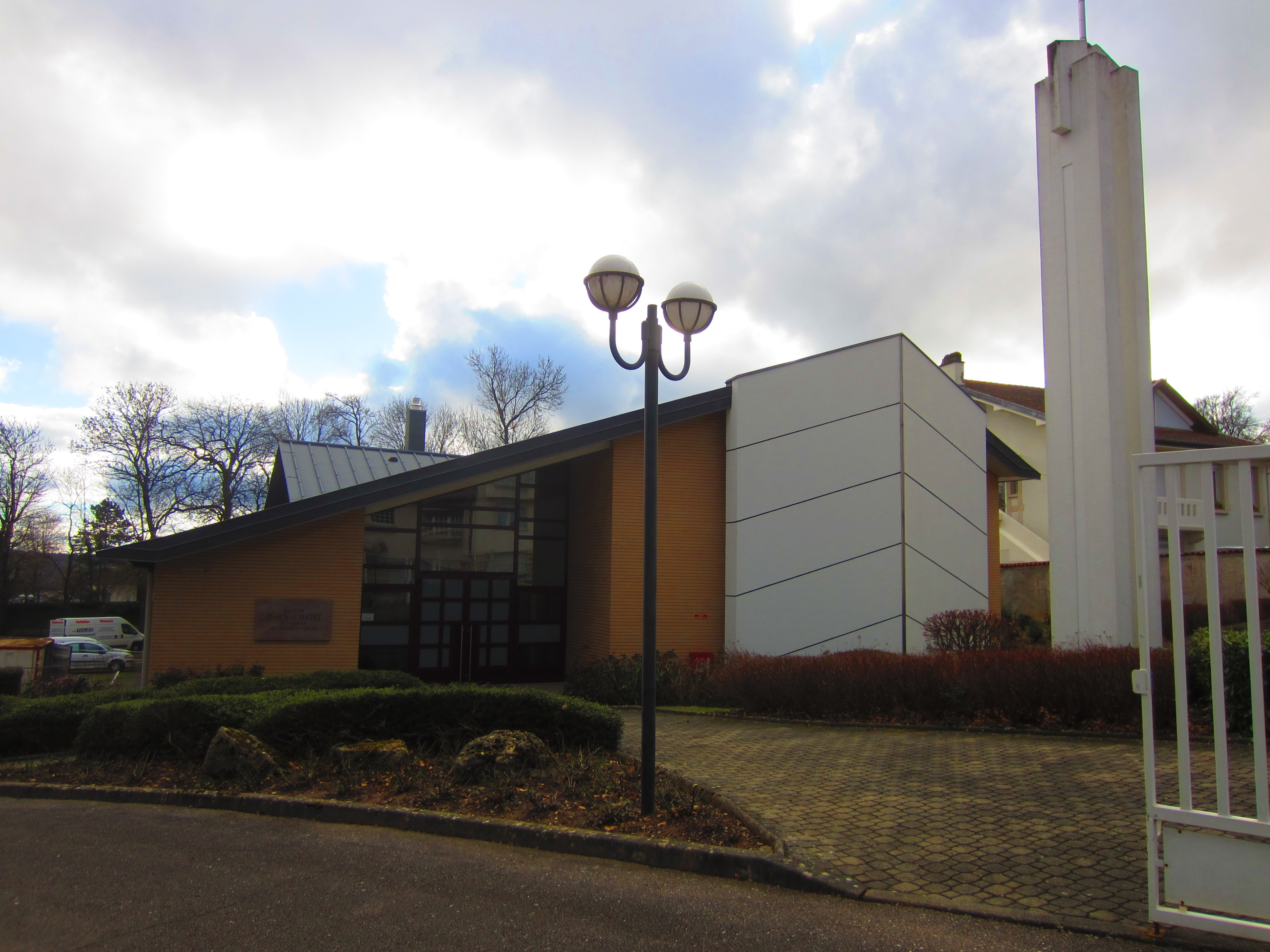
Église de l'Église de Jésus-Christ des saints des derniers jours où se tiennent les conférences de pieu de Nancy.

Dans le vocabulaire, les autorités locales sont les dirigeants de pieu / district et de paroisse / branche. Le vocabulaire est le même concernant les réunions auxquelles participent les membres de l'Église : les réunions mondiales au niveau général et les réunions locales des pieux et paroisses.

#### Niveau général
La Conférence générale a lieu deux fois par an (avril et octobre) à Salt Lake City, Utah. Elle est retransmise par Mormon Channel aux États-Unis, dans les centres de conférence de l'Église dans le monde et par internet.

#### Niveau local
La conférence de pieu a lieu deux fois par an et rassemble les membres des paroisses qui en dépendent.
Les réunions locales du culte ont lieu le dimanche et sont réparties sur deux périodes consécutives d'une heure chacune, avec une pause de 10 minutes entre elles. Ces réunions sont ouvertes au public.
1. Réunion de Sainte-Cène : les familles réunies participent à la distribution de la Sainte-Cène (pain et eau), suivie de discours préparés à l'avance par les membres sur un thème proposé. Le premier dimanche de chaque mois, jour de jeûne, la réunion de Sainte-Cène est une réunion de témoignages où aucun discours n'est prononcé, mais les membres de l'Église qui le désirent s'expriment librement devant l'assemblée à propos de leur vie spirituelle ;
2. En alternance : école du dimanche : cours de l'Évangile dispensés par tranches d'âge et réunion de prêtrise (pour les hommes) et de Société de secours (pour les femmes). Lors de la deuxième période, l'instruction de l'Évangile se fait de façon participative, chaque personne participant librement à la discussion. Dans le même temps, les enfants assistent à la Primaire, classes d'instruction et activités.

## Culture

### Éducation

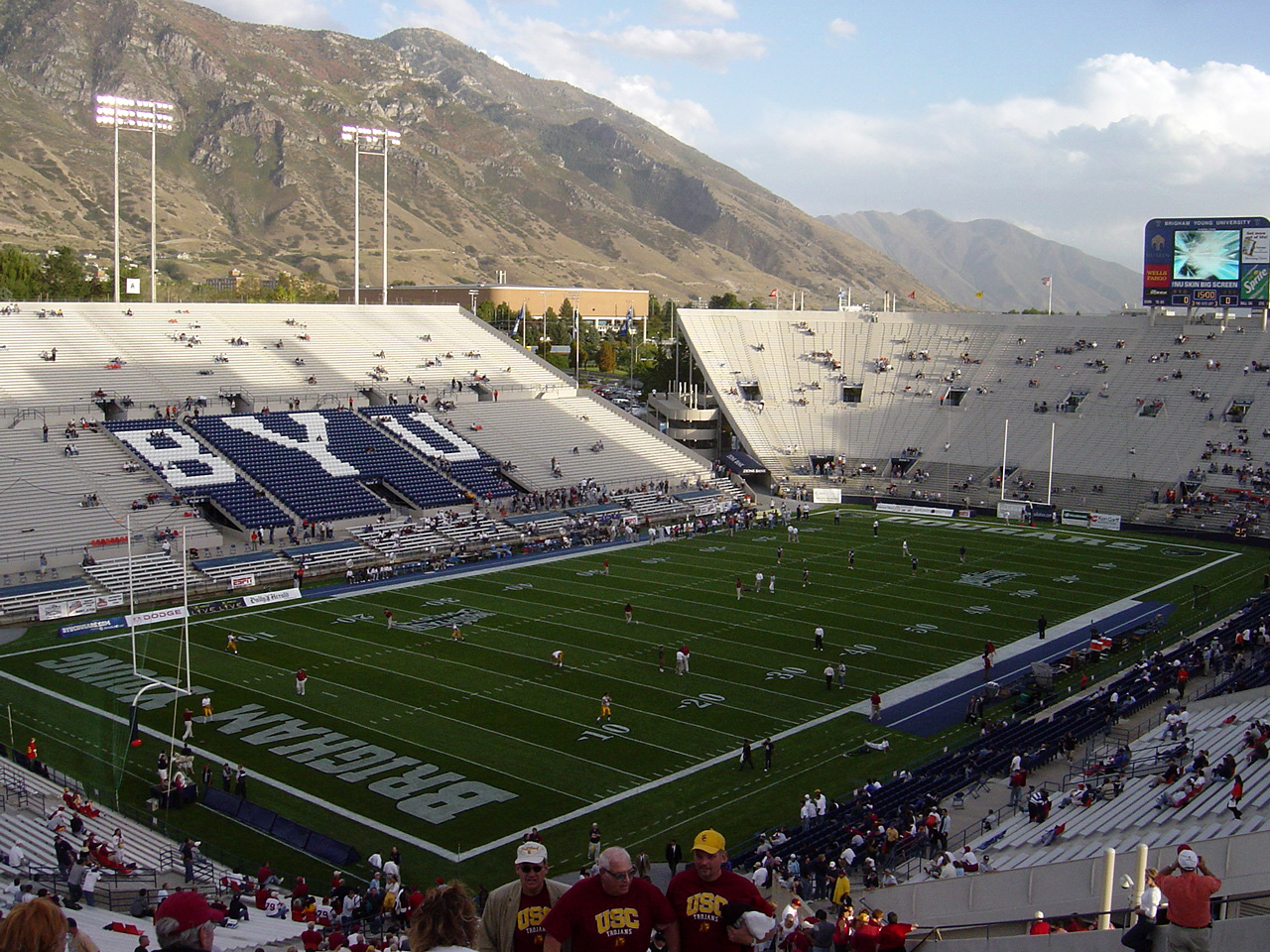
BYU.

Les saints des derniers jours pensent que l'un des aspects les plus importants de la vie sur la Terre est l'occasion pour les individus d'apprendre et de progresser. Ils sont en outre convaincus que, quelles que soient les connaissances obtenues dans cette vie, elles restent acquises pour la vie après la mort[réf. nécessaire]. En conséquence, l'Église met fortement l'accent sur l'éducation.

### Généalogie

#### Société généalogique d'Utah

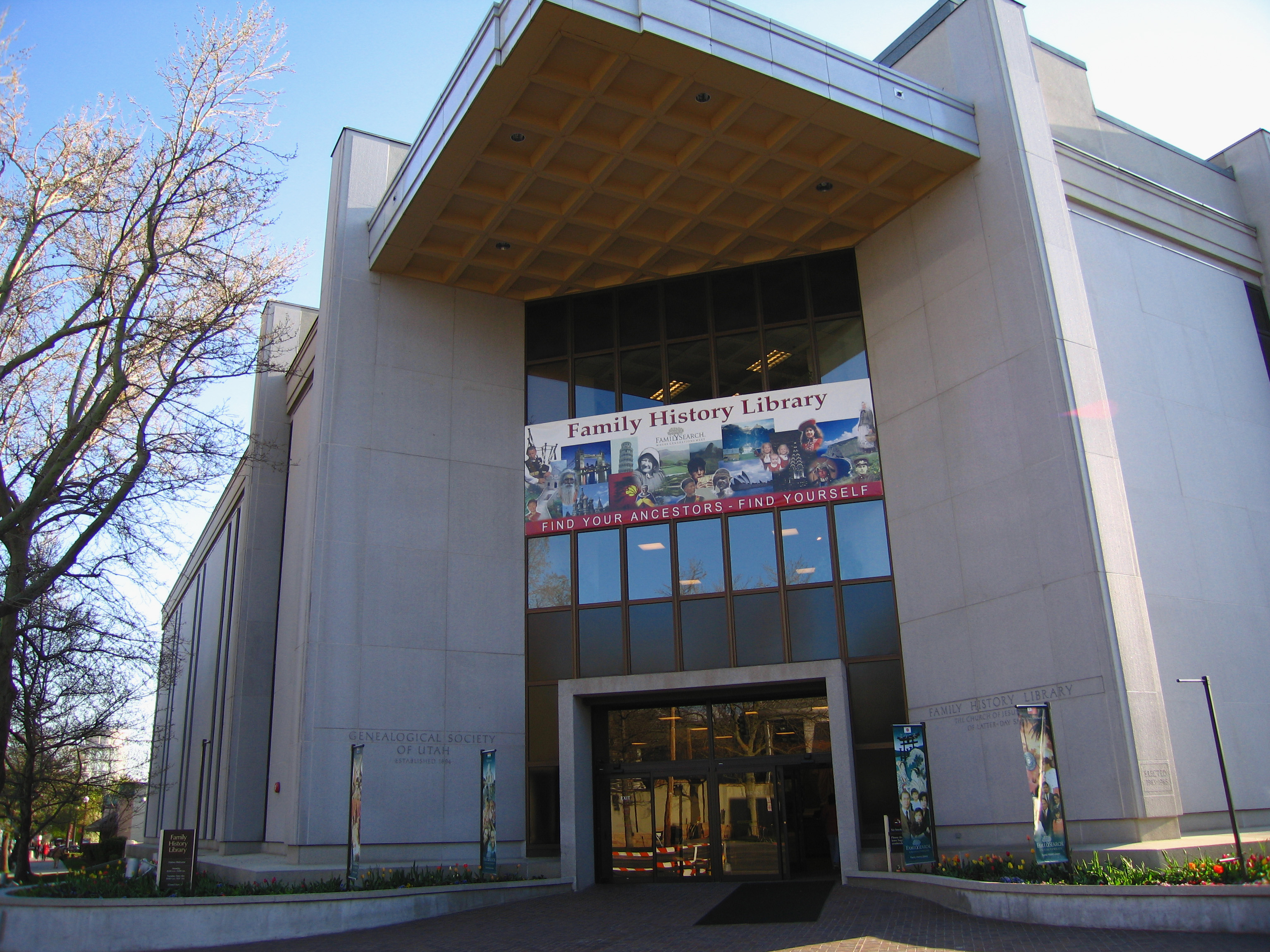
Bibliothèque généalogique de Salt Lake City.

Les saints des derniers jours considèrent que leur première obligation est d'accomplir, par procuration, les ordonnances du temple pour les membres décédés de leur famille afin de leur permettre de recevoir les bénédictions de l'Évangile. Les saints des derniers jours croient que ces ordonnances scellent ou lient les familles ensemble, l'objectif étant une chaîne ininterrompue jusqu'à Adam.
Cette volonté a motivé la définition de la spécification GEDCOM et la recherche d'actes anciens, notamment grâce à la technologie du microfilm leur permettant de sauvegarder leur généalogie.
Son site web FamilySearch, dont les ressources sont gratuitement disponibles au public, est l'un des sites généalogiques les plus utilisés sur Internet.

#### Centres d'histoire familiale
L'Église administre des Centres d'Histoire Familiale dans le monde entier, ouverts aux personnes intéressées par la généalogie et leur histoire familiale. Ils offrent un accès à des millions d'archives de naissances, mariages, décès et autres registres.

### Humanitaire
L’Église de Jésus-Christ des saints des derniers jours considère que le service humanitaire est une part essentielle de sa mission. L’aide humanitaire est apportée par l'Église sans distinction de religion, de race, d'ethnie ou de régime politique. Les fonds permettant le fonctionnement de ces organisations reposant sur le bénévolat proviennent du don de jeûne des membres de l’Église.

#### Société de secours

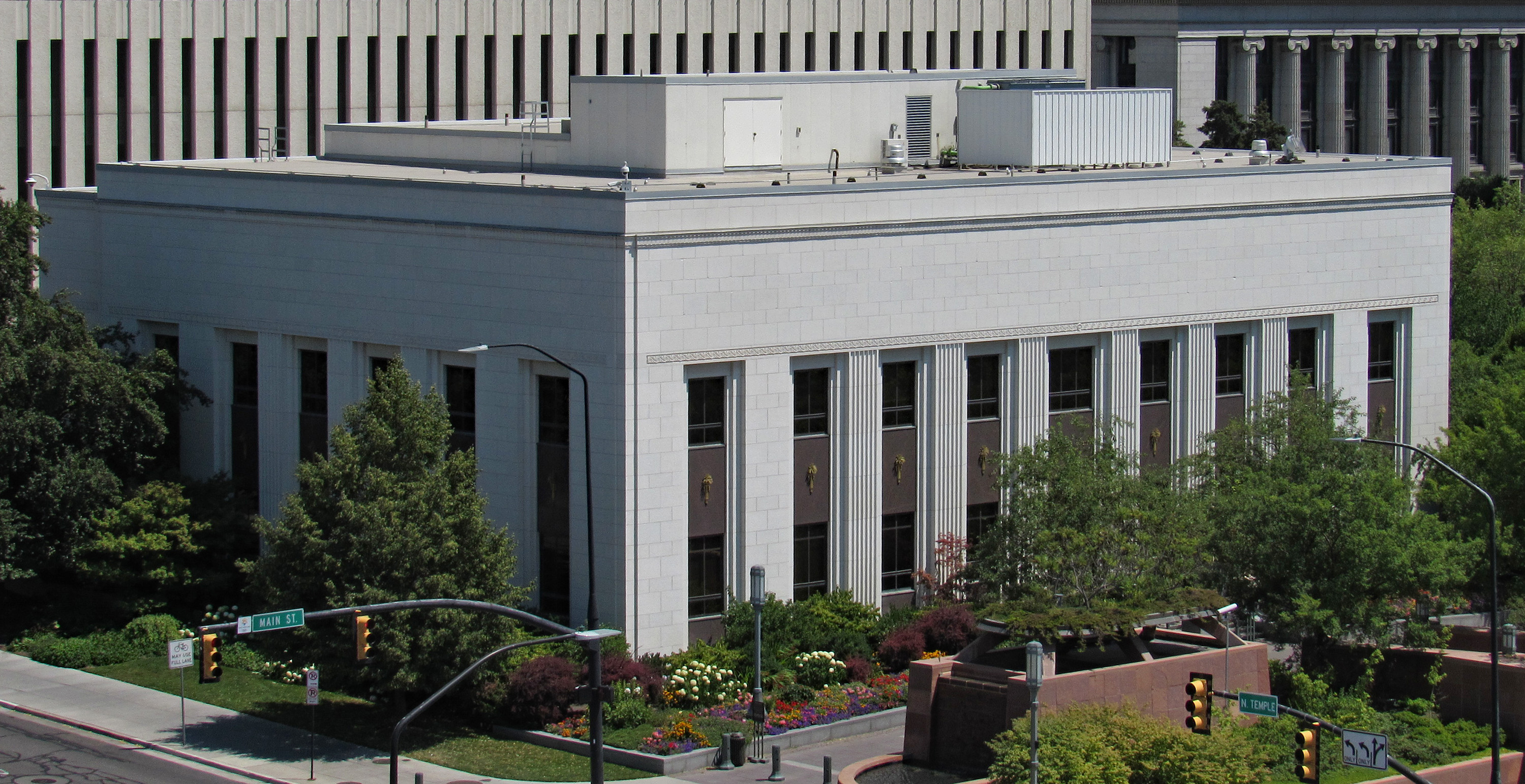
Bâtiment administratif de la Société de secours à Salt Lake City.

En 1842, Joseph Smith organisa la Société de secours, avec pour objectif d’apporter du secours aux membres de l’Église en difficulté. La Société de secours continue à remplir cette mission aujourd'hui, tandis que l'Église a élargi ses efforts humanitaires.
Édifié en 1991 sur le site nommé Welfare Square situé dans la périphérie de Temple Square, près du temple de Salt Lake, à Salt Lake City, le centre humanitaire de l'Église de Jésus-Christ des saints des derniers jours (LDS Humanitarian Center) est destiné à répondre aux situations mondiales d’urgence et à soutenir les programmes de la LDS Foundation (Fondation des saints des derniers jours).

#### LDS Foundation

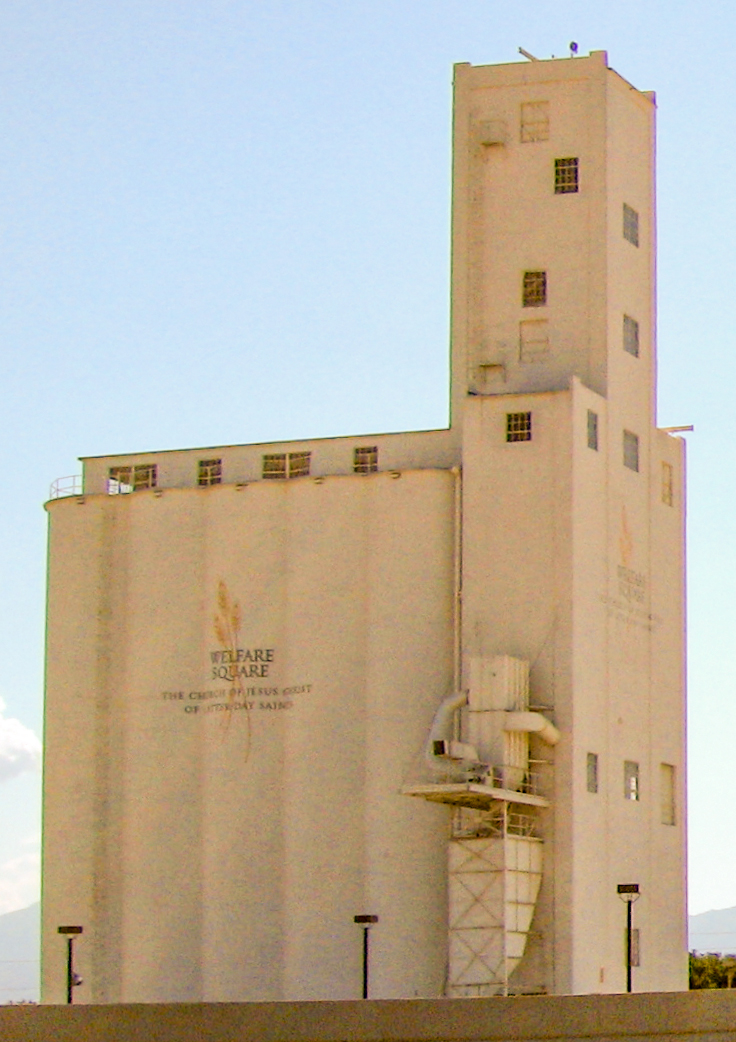
Un silo à blé à Welfare Square.

La LDS Foundation (« Fondation des saints des derniers jours »), également nommée LDS Charities, créée fin des années 1920, est l’une des branches de l’Église de Jésus-Christ des saints des derniers jours. Cette organisation vise à aider les familles déshéritées dans le monde en améliorant leur autonomie, leur santé et leur instruction, ainsi qu'à fournir de l'aide dans les situations d'urgence dues aux guerres ou aux catastrophes naturelles. L’aide est apportée à ceux qui en ont besoin, où qu’ils vivent et quelles que soient leur appartenance religieuse, leur race, leur ethnie ou leur régime politique. Les fonds permettant le fonctionnement de la Fondation des saints des derniers jours, basé sur le bénévolat, émanent du don de jeûne des membres de l’Église.

#### Magasins de l'Évêque
Localement, le Magasin de l’évêque fait partie du programme d'entraide de l'Église de Jésus-Christ des saints des derniers jours. Il profite aux familles de l'Église en difficulté. Un magasin de l’évêque (également connu sous le nom de 'magasin du Seigneur'), dans l'Église de Jésus-Christ des saints des derniers jours fait généralement référence à un centre de ressources de base utilisé par les Évêques de l'Église pour fournir des biens aux personnes nécessiteuses. Le magasin entrepose des aliments de base et des articles ménagers essentiels.
Le terme « magasin de l’Évêque » peut également être utilisé au figuré pour désigner l'ensemble du temps, des talents, des compétences, des matériels, les services compatissants et les moyens financiers des membres de l'Église disponibles pour être utilisés au service des nécessiteux.

#### Services à la famille
Le LDS Family Services (Services à la famille de l’Église de Jésus-Christ des saints des derniers jours) est une association à but non lucratif créée et gérée par l’Église de Jésus-Christ des saints des derniers jours. Elle offre aux membres de l’Église et aux organismes d’adoption des services de placement pour enfants, de conseil familial et conjugal, de conseil concernant la dépendance aux addictions et à la drogue, de conseils psychothérapiques et de conseils et services aux mères célibataires. Ces services sont destinés à ceux qui en ont besoin, indépendamment de leur religion et sont gratuits.

### Musique

#### Chœur du Tabernacle

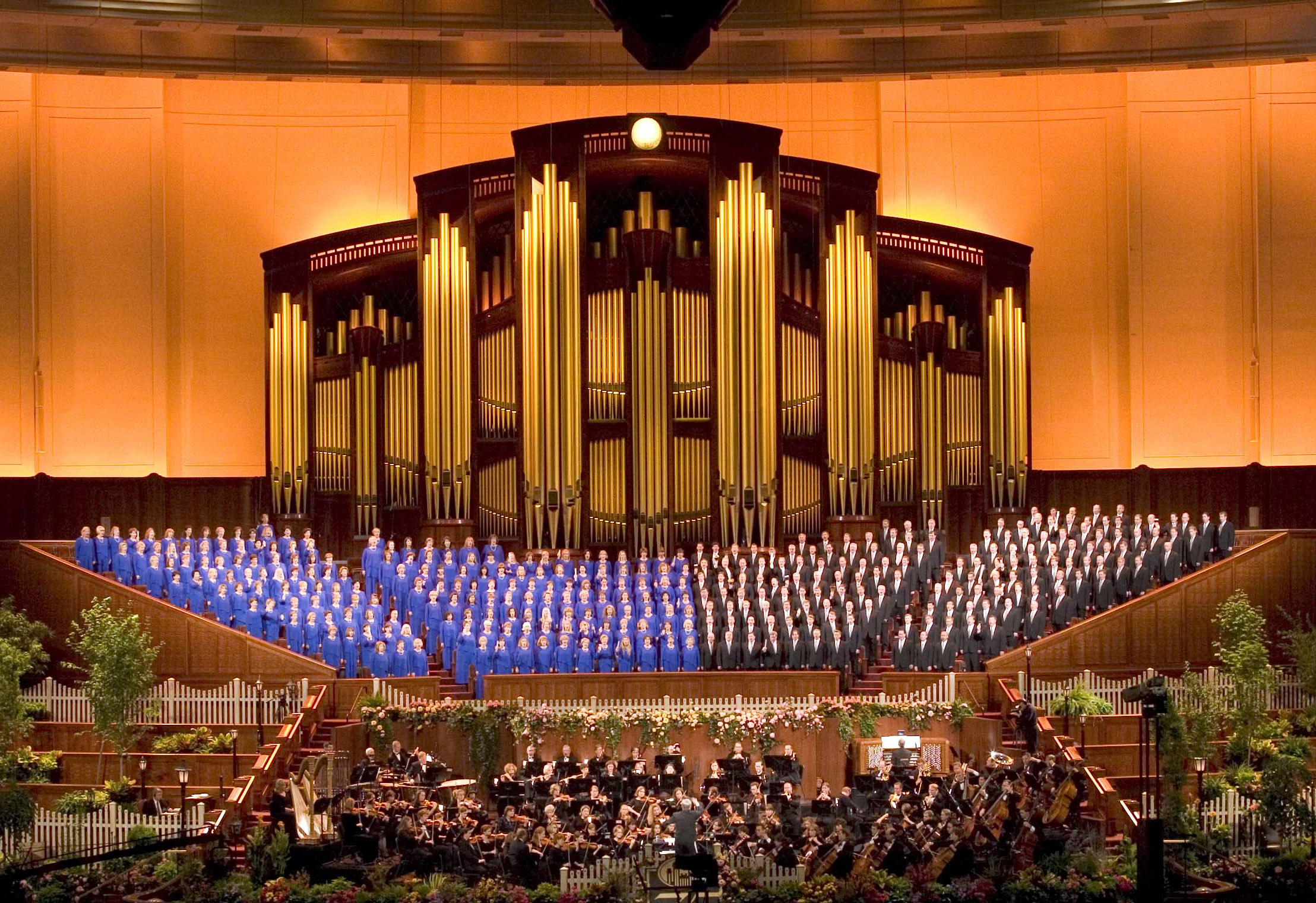
Chœur du Tabernacle mormon.

Le Chœur du Tabernacle, crée en 1847, est l'une des institutions chorales les plus réputées du monde. Il est formé de 360 voix et est habituellement accompagné par un orgue de 11 623 tuyaux et l'Orchestre de Temple Square composé de 110 musiciens. Tous les membres du Chœur du Tabernacle sont des bénévoles de l’Église de Jésus-Christ des saints des derniers jours.

#### Orchestre de Temple Square

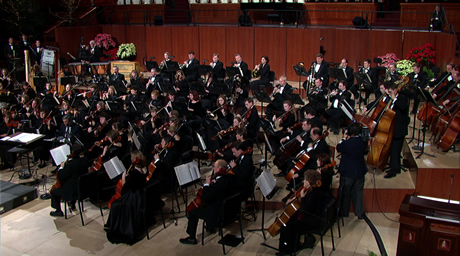
Orchestre à Temple Square.

L’Orchestre de Temple Square a été créé en 1999 sous la direction de Gordon B. Hinckley, président de l’Église, dans le cadre des initiatives permanentes de création visant à renforcer et étendre la capacité des organisations musicales de l’Église. Composé de bénévoles, il permet d'améliorer la qualité des performances du Chœur du Tabernacle jusqu'alors accompagné par des groupes instrumentaux de renommée tels que l'Orchestre de Philadelphie et de l'Utah Symphony, et propose à des musiciens instrumentaux, la possibilité de servir en tant que musicien missionnaire.

#### Chants
Toutes les réunions dominicales de l'Église commencent par un cantique choisi dans le recueil de cantiques. Plusieurs chants et hymnes sont spécifiques à l'Église. Parmi les plus connus : Je suis enfant de Dieu ; Oh, mon Père ; Seigneur, merci pour le prophète ; L’esprit du Dieu Saint ; Christ est ma lumière ; Appelés à servir ; Ensemble à tout jamais, Au grand prophète.
Les enfants de la Primaire utilisent un recueil intitulé Chants pour les enfants.

### Œuvre missionnaire

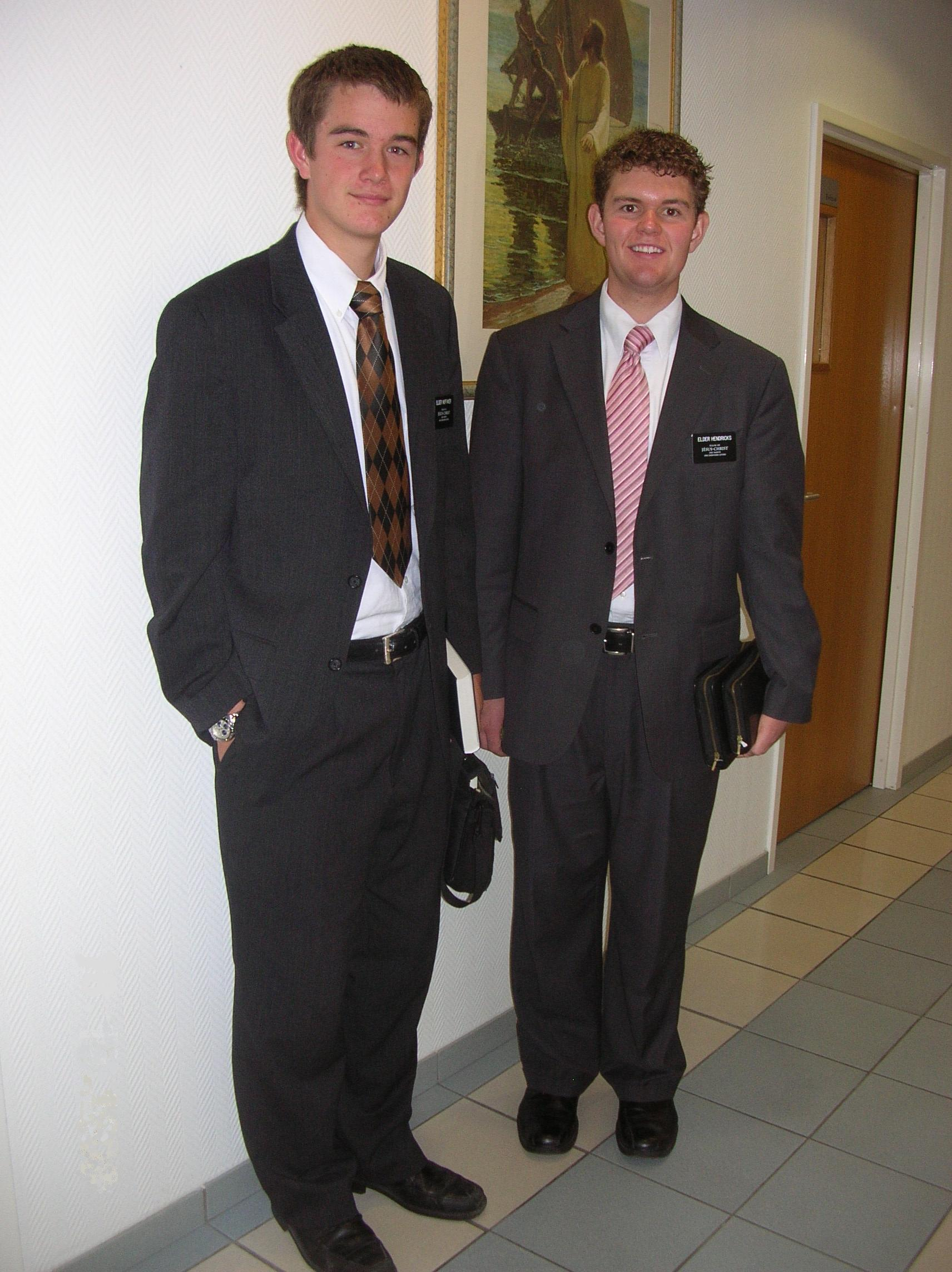
Missionnaires.

Des célibataires ou couples retraités, membres de l'Église de Jésus-Christ des saints des derniers jours, peuvent se porter candidats pour remplir une mission à plein temps.
S'ils sont considérés comme moralement dignes et physiquement aptes, ils sont envoyés à distance pour 18 ou 24 mois pour recruter des nouveaux membres et servir l'église des saints des derniers jours avec le soutien de leur famille ou de leur paroisse.
C'est ainsi que plus de 60 000 missionnaires sont en permanence en activité dans environ 145 pays.

## Bâtiments et constructions

### Temple Square

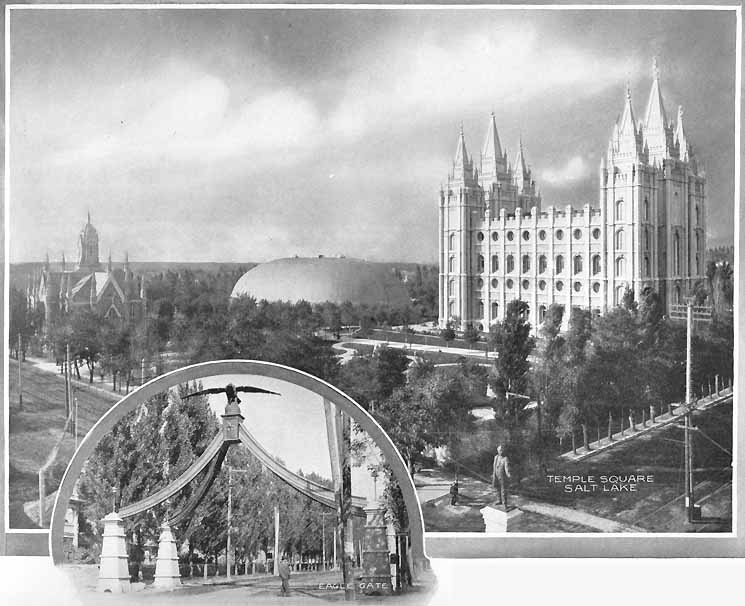
Temple Square en 1897.

Temple Square est un site de 40 000 m2 situé à Salt Lake City, Utah, aux États-Unis, appartenant à l'Église de Jésus-Christ des saints des derniers jours. À Temple Square se trouvent le Temple de Salt Lake, le Tabernacle, le Assembly Hall (Salle de l'Assemblée), le Seagull Monument (Monument des Mouettes) ainsi que deux centres de visiteurs.
Ces dernières années, l'usage du nom de Temple Square a évolué et inclut désormais d'autres bâtiments immédiatement adjacents à Temple Square : le Joseph Smith Memorial Building, le Centre humanitaire (qui fait partie de la LDS Foundation), le Centre de conférence, les bâtiments administratifs de l'Église, la Bibliothèque d'histoire familiale, le musée d'Histoire de l'Église, la Bibliothèque d'histoire de l'Église et le bâtiment administratif de la Société de secours (Relief Society Building).

### Temples

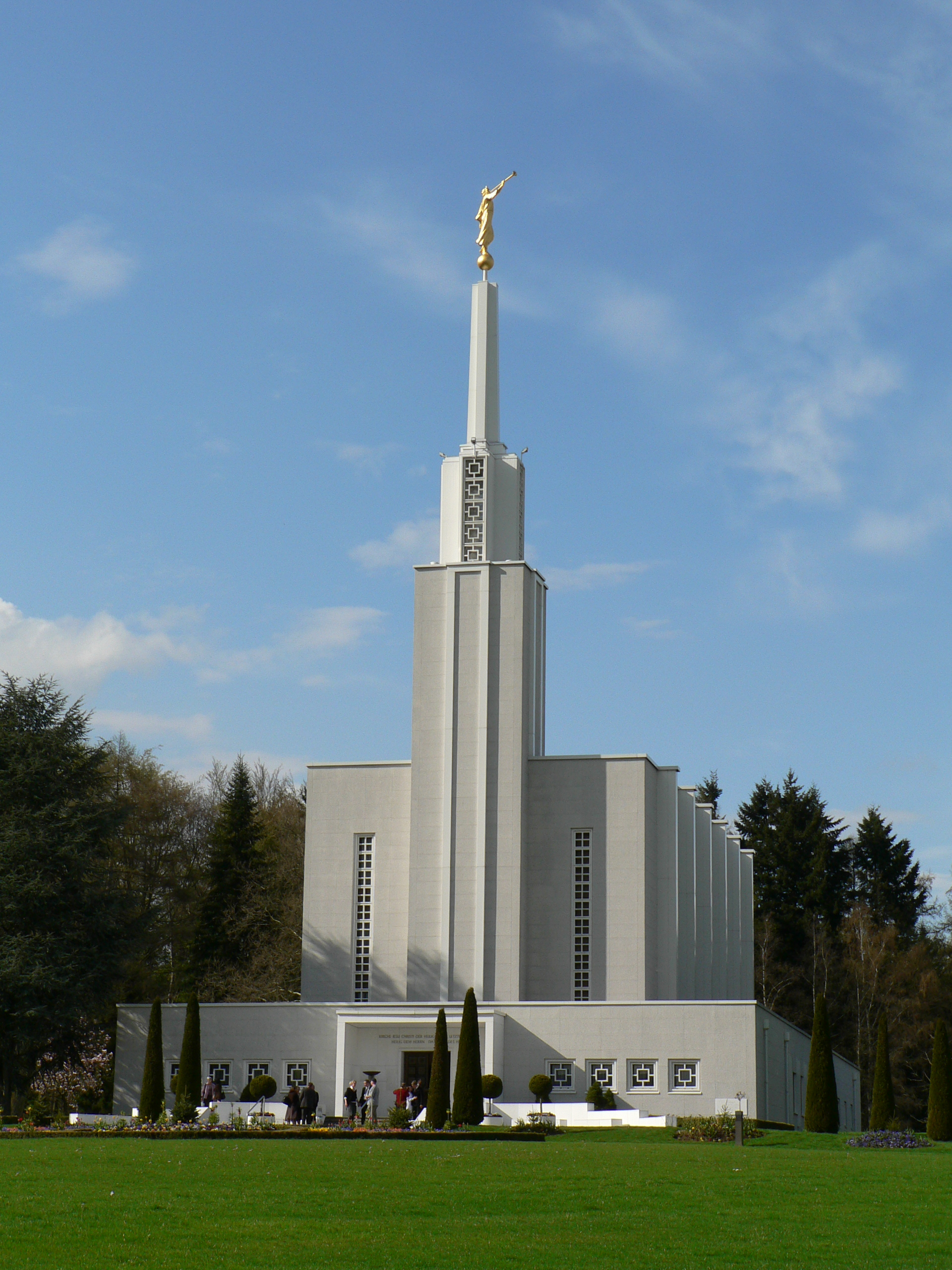
Temple de Berne à Zollikofen en Suisse.

L'Église construit également des temples. Ils sont considérés par les saints des derniers jours comme le lieu le plus sacré sur la terre et comme étant le plein accomplissement de la prophétie de Malachie (Malachie 4,5–6).

Selon la doctrine de l'église, ils sont construits pour permettre aux hommes de se préparer à la vie éternelle, en présence de Dieu. L'une des ordonnances accomplie dans le temple est le mariage éternel. Un « scelleur » unit un couple, une famille pour l'éternité. Les ordonnances du temple sont accomplies non seulement pour les vivants, mais aussi pour les personnes décédées, par procuration.

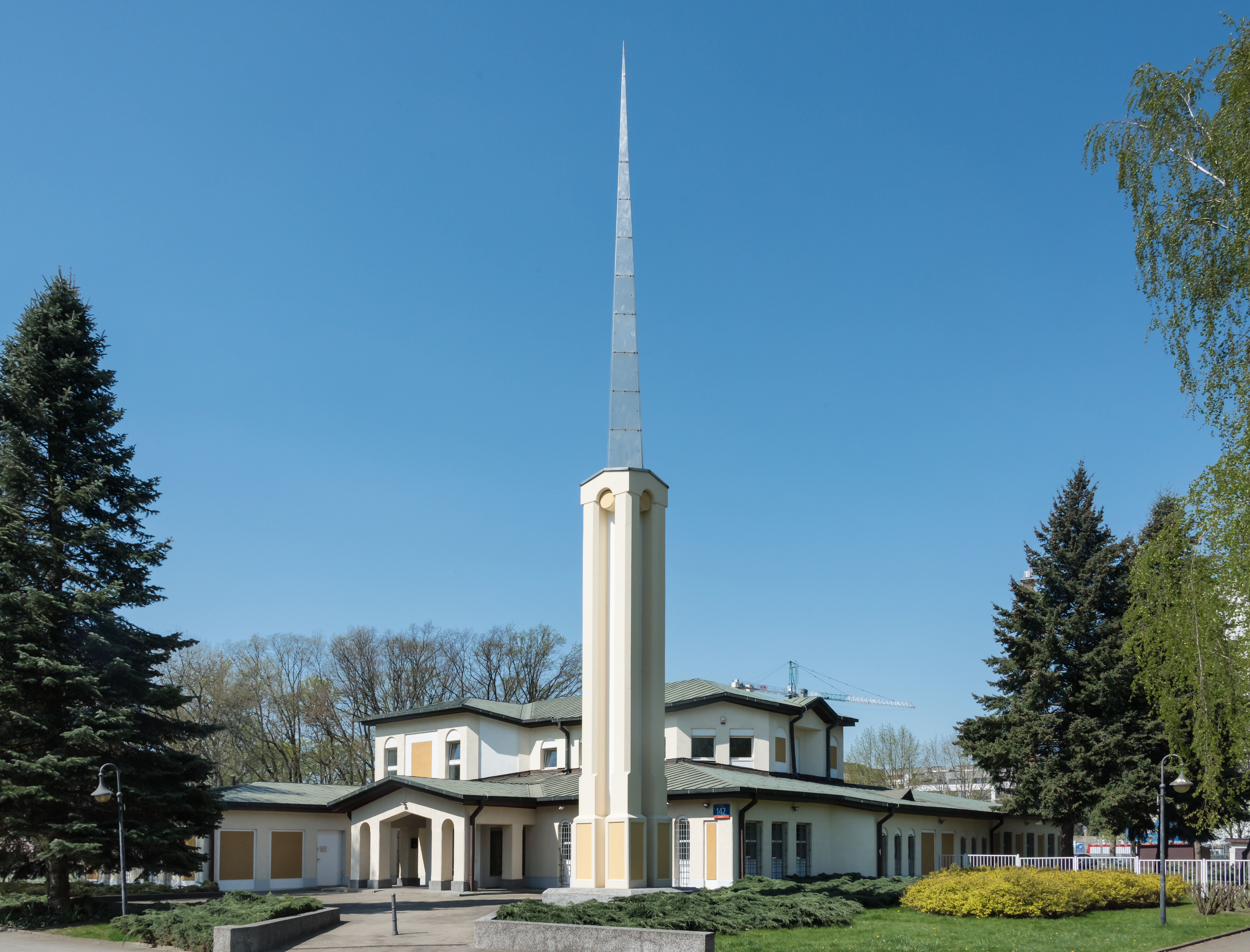
Église de Varsovie en Pologne.

La condition pour entrer dans le temple, dès que celui-ci a été consacré, est d'être membre de l'Église de Jésus-Christ des saints des derniers jours et d'être muni d'un laisser-passer.
Le premier temple construit en Europe (1954) est le temple de Zollikofen, près de Berne, en Suisse, nommé aussi Temple de Berne. Le premier temple construit en France est le temple de Papeete, à Tahiti. Il dessert plus de 21 000 membres de l’Église de Polynésie française depuis 1984.
```
En octobre 2011, la municipalité du 
Chesnay
 (
Yvelines
, 
France
) a accordé un permis de construire pour l'édification d'un temple sur son territoire, mais de nombreuses controverses ont surgi et un recours en justice a été déposé par les associations de riverains
[
46
]
. En septembre 2014, le maire du Chesnay annonçait que tous les recours déposés contre le permis de construire du temple avaient été rejetés
[
47
]
. Le 
Temple de Paris
 est entré en activité le 21 mai 2017.
```

### Églises
Les églises sont le lieu du culte dominical, ainsi que le lieu d'activités multiples durant la semaine et sont ouvertes au public contrairement aux temples.

## Relations avec les autres religions

### Le lien rompu avec le protestantisme
Bien qu'indiscutablement inspirée par le christianisme et issue de milieux revivalistes protestants, l'Église de Jésus-Christ des saints des derniers jours s'en écarte notablement par ses doctrines et n'est pas toujours considérée comme une Église chrétienne : elle est de facto tenue à l'écart du Conseil œcuménique des Églises.
Même si les saints des derniers jours eux-mêmes insistent pour se présenter comme une Église chrétienne, ils ne sont pas reconnus comme tels par les Églises chrétiennes. Leur refus d’adhérer au Symbole de Nicée les empêche d’adhérer au Conseil œcuménique des Églises.
Par ailleurs, selon une source protestante, la doctrine du mormonisme apparaît comme un mélange de différentes traditions et philosophies, pour une part mythologique, pour une part gnostique où les hommes, existant de toute éternité en tant qu'esprits, « acceptèrent le plan de Dieu selon lequel ils pourraient obtenir un corps physique et acquérir de l'expérience sur la terre de manière à progresser vers la perfection et réaliser leur destinée divine en héritant la vie éternelle » (extrait d'une brochure de prosélytisme citée par l'auteur de l'article en référence). La théologie du temple, et les différents aspects de la prêtrise chez les mormons sont en outre aux antipodes de la théologie protestante, avec ses rituels complexes inspirés de la franc-maçonnerie.

### Relations avec les catholiques

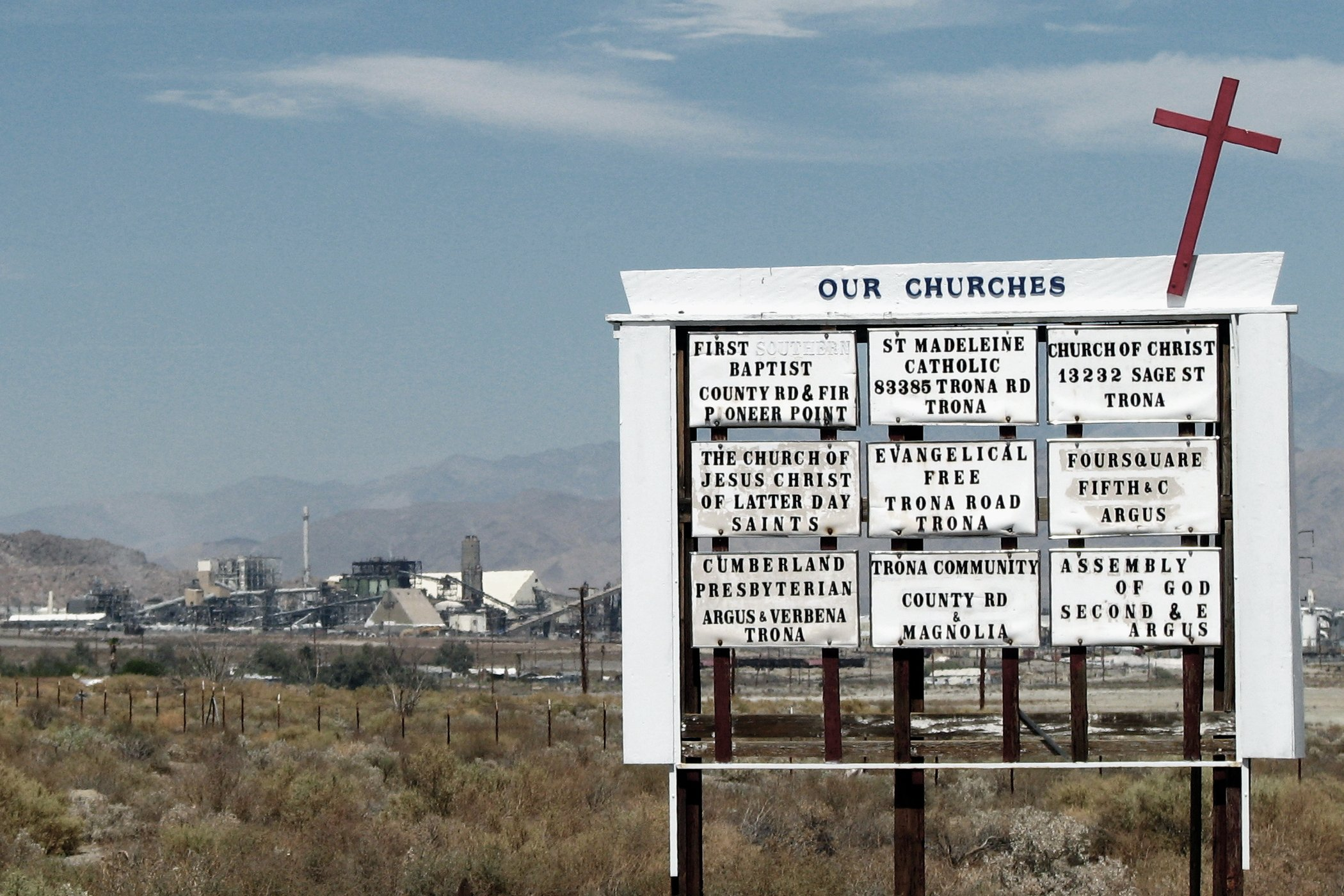
Panneau signalétique des Églises à Trona en Californie.

Le 5 juin 2001, le cardinal Joseph Ratzinger, préfet de la Congrégation pour la Doctrine de la foi, dénie la validité du baptême conféré dans « la communauté appelée l'Église de Jésus-Christ des saints des derniers jours, généralement connue sous le nom de « mormons », ce qui les distingue des confessions chrétiennes protestantes ou orthodoxes dont Rome reconnaît la validité du baptême quels que soient les contentieux présents ou passés. Selon Chantal-Marie Sorlin, déléguée de la pastorale « Nouvelles croyances et dérives sectaires » du diocèse de Dijon, la conception qu'ont développée les mormons de la Trinité, où le Père, le Fils et le Saint-Esprit sont trois dieux séparés, n'a rien à voir avec le christianisme.
Une rencontre entre le pape François et Russell M. Nelson a lieu le 9 mars 2019. Après plusieurs décennies de silence diplomatique, les deux hommes s'entretiennent durant trente-trois minutes derrière les murs du Vatican.

## Société, points de vue

### Situation des Noirs dans le mormonisme
Les minorités noires ont toujours été officiellement bienvenues dans l'Église et Joseph Smith (1805-1844), anti-esclavagiste, a ordonné des hommes noirs à la prêtrise et a lutté contre l'esclavagisme en tant que candidat à la présidence des États-Unis. À cette époque, la croyance communément répandue dans la société américaine était que les Noirs étaient les descendants maudits de Cham. Pour cette raison, après la mort de Joseph Smith, son successeur, Brigham Young, enseigna en 1852, que si les Noirs pouvaient être baptisés, ils ne pouvaient pas être ordonnés à la prêtrise ni recevoir les sacrements supérieurs du temple, affirmant « qu’ils ne recevraient pas les bénédictions de la prêtrise avant que les autres descendants d’Adam n’aient reçu les promesses et se soient réjouis des bénédictions de la prêtrise […] si nous le faisions, la prêtrise serait retirée de l'Église et du Royaume de Dieu, […] l'Église irait à sa destruction ».
En 1955, l'Église commença à ordonner des Mélanésiens noirs à la prêtrise. À la fin des années 1960, l'Église se développa au Brésil, aux Caraïbes et en Afrique. Dans le cas de l'Afrique et des Caraïbes, l'Église n'avait pas encore commencé son programme missionnaire à grande échelle dans ces régions du monde. Des groupes importants au Ghana et au Nigeria ont voulu se joindre à l'Église et de nombreux membres de l'Église brésiliens étaient d'origine africaine. Le 8 juin 1978, sous la présidence de Spencer W. Kimball, 12e président de l'Église, fut adoptée une déclaration de la Première Présidence de l'Église disant que « tous les membres masculins de l'Église qui en sont dignes peuvent être ordonnés à la prêtrise sans considération de race ou de couleur ».

### Perception mormone de l'homosexualité
Selon l'Église de Jésus-Christ des saints des derniers jours, l’homosexualité est officiellement perçue comme un ensemble « de pensées, de sentiments, et de comportements », et non pas comme une « condition » immuable, ou l’indication d’une « identité » innée. Elle enseigne que, parfois non désirés, ces pensées, sentiments et comportements peuvent et doivent être contrôlés.
L’Église déclare qu’elle souhaite la bienvenue officiellement à tous les membres sous condition de respecter la loi de chasteté, principe commun à tous les membres de l'Église. La loi de chasteté interdit toute sexualité hors mariage hétérosexuel et toute sexualité gay et lesbienne. Enfreindre cette loi implique une disqualification (plus d'accès au temple) ou excommunication.
En 1995, la Première Présidence publie La famille : déclaration au monde définissant la position officielle de l’Église, sur la famille, le rôle des genres masculin et féminin et la sexualité.
Plus généralement, considérant l’homosexualité tant masculine que féminine, comme une transgression à une loi divine, l’Église s’oppose à l’extension des droits légaux aux familles gays et lesbiennes qui, selon son point de vue, affaibliraient l'institution de la famille créée par Dieu (mariage monogame hétérosexuel). Sa position fait l’objet de critiques de la part d’associations œuvrant pour la reconnaissance des droits homosexuels qui estiment que l’Église favorise l’homophobie du fait de sa position sur cette question.
En 2009, l'Église a apporté un soutien à une série de textes contre les discriminations à l'encontre des personnes homosexuelles entraînant leur adoption par le conseil municipal de Salt Lake City. Ces textes concernaient « le droit à avoir un toit au-dessus de sa tête et le droit de travailler sans être victime de discrimination », que l'Église soutenait « par essence ».
En 2015, à la suite de la décision de la Cour Suprême légalisant le mariage entre deux personnes de même sexe aux États-Unis, la Première Présidence publie une réponse réitérant le fondement doctrinal des enseignements de l'Église sur la morale, le mariage et la famille, réaffirmant que le mariage entre un homme et une femme a été institué par Dieu et est au centre de son plan pour ses enfants et pour le bien-être de la société. Dans cette même réponse, la Première Présidence affirme que l'Évangile de Jésus-Christ apprend à aimer et traiter toutes les personnes avec gentillesse et courtoisie, même en cas de désaccord, et affirme que ceux qui se prévalent de lois ou de décisions de justice autorisant le mariage entre personnes de même sexe ne devraient pas être traités de façon irrespectueuse, l'Église ayant plaidé en faveur des droits des personnes engagées dans une union homosexuelle en matière d'hospitalisation et de soins médicaux, de logement et d'emploi équitable.

### Perception mormone de la transidentité
L'intervention médicale et chirurgicale visant à la « réattribution sexuelle » est déconseillée, les dirigeants « avertissent que cette démarche entraînera des restrictions au statut de membre ».
La transidentité sociale des adultes (appellation, prénom, apparence vestimentaire) est également déconseillée, les dirigeants « avertissent les personnes qui se livrent à la transidentité sociale qu’il y aura des restrictions concernant leur statut de membre tant qu’elles continuent cette pratique. »
L’Église considère qu'il est important que les enfants, jeunes et adultes devant suivre « un traitement hormonal prescrit par un professionnel de santé agréé pour soulager la dysphorie de genre et atténuer les pensées suicidaires » comprennent — avant d’entamer le traitement — « les risques et les bienfaits potentiels. Si cette personne ne cherche pas à changer de sexe et est digne, elle peut recevoir des appels dans l’Église, une recommandation pour entrer dans le temple et les ordonnances du temple ».

### Mormonisme et théorie de l'évolution
Bien que l’Église n'ait pas de position sur la théorie de l'évolution, elle a prononcé un certain nombre de dogmes sur l’origine de l'homme. Ces déclarations adoptent généralement la position approuvée par l'Encyclopédie du mormonisme,.
La première déclaration officielle de 1909 sur la question de l'évolution a marqué le centenaire de la naissance de Charles Darwin et le 50e anniversaire de son œuvre sur l’origine des espèces. En cette année, la Première Présidence dirigée par Joseph F. Smith a publié une déclaration sur le point de vue religieux prédominant du créationnisme, qualifiant la théorie de l'évolution de « théorie de l'homme », implicitement fausse ou mauvaise. « Il est tenu par certains qu’Adam n'était pas le premier homme sur la Terre et que l'origine de l'homme est un développement descendant de la création de l'animal. Ce sont cependant les théories de l'homme »
Dans son message de Noël en 1910, la Première Présidence a fait référence à la position de l'Église vis-à-vis de la science :

« La diversité d'opinions ne nécessite pas l'intolérance de l'esprit et ne doit pas aigrir ni dresser des êtres rationnels les uns contre les autres… Notre religion n'est pas hostile à une véritable science. Ce qui est démontré, nous l’acceptons avec joie, mais nous n'acceptons pas la vaine philosophie, la théorie de l'homme ou de simples spéculations humaines, et nous n’adoptons quoi que ce soit de contraire à la révélation divine ou au bon sens commun. »

En 1925, une nouvelle présidence a publié une déclaration officielle qui a réaffirmé la doctrine selon laquelle Adam a été le premier homme sur la Terre et a été créé à l'image de Dieu. L’Église de Jésus-Christ des saints des derniers jours n'a pas publié de déclaration officielle sur la théorie de l'évolution depuis 1925.

### Politique
Une déclaration de croyance relative aux gouvernements et aux lois en général a été adoptée à l'unanimité par une assemblée générale de l'Église tenue le 17 août 1835 à Kirtland (Ohio) (Doctrine et Alliances, 134 : « 1–4, Les gouvernements doivent protéger la liberté de conscience et de culte. 5–8, Tous les hommes doivent défendre leur gouvernement et faire preuve de respect et de déférence envers la loi. 9–10, Les organisations religieuses ne doivent pas exercer de pouvoirs civils. 11–12, Les hommes sont justifiés quand ils se défendent, eux et leurs biens. »). Les saints des derniers jours sont ainsi tenus de se soumettre aux gouvernements, d'être de bons citoyens et d'obéir aux lois, de les honorer et de les soutenir. Il est également attendu des membres de l'Église de servir la collectivité et de venir en aide à ceux qui sont dans le besoin (12e article de foi).
L’Église observe une posture de neutralité politique : « La mission de l'Église est de prêcher l'Évangile de Jésus-Christ, pas d'élire des politiciens. L’Église de Jésus-Christ des saints des derniers jours est neutre en matière de partis politiques. Cela s'applique dans tous les pays où elle est établie. Elle encourage ses membres à être des citoyens responsables dans la communauté où ils vivent, en se tenant informés sur ces questions et en votant aux élections. »
À chaque année électorale, l'Église adresse un courrier à chaque évêque (chef de la congrégation) à lire au pupitre déclarant que l'Église ne soutient aucun des partis politiques ou candidats, ne permet pas que ses bâtiments puissent être utilisés pour des événements politiques, et qu'aucun des titres ou positions qu’un membre de l'Église peut avoir ne peut être utilisé pour impliquer l'Église dans le soutien d'aucun parti ou candidat.
Cependant, l'Église a approuvé ou désapprouvé des positions politiques spécifiques qu'elle considère comme des questions morales :
- opposition au LGM-118A - MX Peacekeeper (missile balistique) basé en Utah et au Nevada ;
- opposition à l’Equal Rights Amendment dans les années 1970 ;
- soutien à la Proposition 22 (2000) définissant le mariage en Californie entre un homme et une femme ;
- soutien en 2004 à l’amendement constitutionnel définissant le mariage en Utah entre un homme et une femme ;
- soutien à la Proposition 8 (l’acte de défense du mariage) définissant aux États-Unis le mariage entre un homme et une femme.

Au cours des dernières décennies, le Parti républicain a remporté de façon importante une majorité de votes de saints des derniers jours dans la plupart des élections nationales et au niveau de l'État. En conséquence, l’Utah, état avec une forte majorité de population mormone, est aussi l'un des États les plus républicains du pays. Cependant, Harry Reid (Nevada), du Parti démocrate, chef de la majorité du Sénat, est un membre de l'Église de Jésus-Christ des saints des derniers jours.

### Pornographie
L'Église de Jésus-Christ des saints des derniers jours considère que la pornographie est une addiction qui dégrade les sens, détruit l'estime de soi et les relations familiales, conduit à la dépendance et sépare une personne de Dieu. La pornographie fait donc l'objet du programme Combating Pornography. Il est conseillé aux saints des derniers jours de ne pas prendre part à toute forme de médias obscènes ou pornographiques, ainsi que ceux montrant des représentations explicites de sexe ou de violence.

## Filmographie
- L'Odyssée des Mormons (1940), de Henry Hathaway, avec Tyrone Power, Vincent Price, Mary Astor et Dean Jagger (B. Young).
- De l'autre côté du paradis (2001), de Mitch Davis, avec Anne Hathaway et Christopher Gorham : un missionnaire mormon sur les îles Tonga.
- La Tentation d'Aaron (2003), de C. Jay Cox, avec Steve Sandvoss et Wes Ramsey : rencontre d’un missionnaire mormon dans le placard avec son voisin ouvertement gay.
- Tout sur les mormons (All About Mormons en version originale) est le douzième épisode de la septième saison de la série animée South Park.
- La 19e Épouse (2010), de Rod Holcomb, avec Chyler Leigh, Matt Czuchry, Patricia Wettig : la 19e femme d'un mormon est accusée d'avoir tué son mari.
- À l'aube de l'Amérique (2025), (American Primeval en version originale) est une mini-série télévisée de western américaine créée par Mark L. Smith et réalisée par Peter Berg. la série représente Brigham Young qui se montre déterminé à assurer la survie des mormons à n'importe quel prix.

## Statistiques

### Effectifs de l'Église
À l'échelle mondiale, l'Église revendique plus de 16 millions de membres, souvent appelés Mormons.

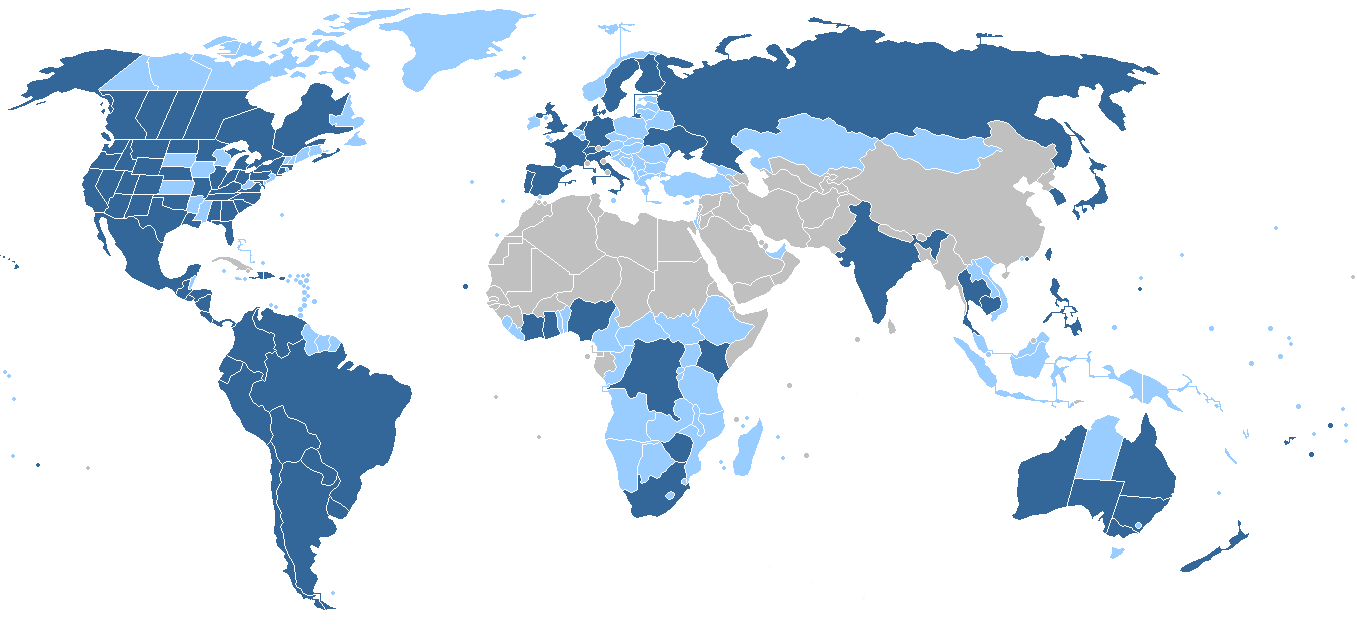
En 2018
Pays, états et territoires comportant au moins un temple
Pays, états et territoires sans temple mais avec des membres et des missionnaires
Pays, états et territoire sans présence officielle de l'Église

L'Église met en garde contre la trop grande importance accordée aux statistiques de croissance en comparaison avec d'autres Églises, car les facteurs de pertinence, y compris les taux d'activité et taux de mortalité, la méthodologie utilisée pour l'enregistrement ou le comptage des membres, les facteurs constituant l'adhésion, et les variations géographiques sont rarement pris en compte dans les comparaisons.
D'après le Yearbook of American and Canadian Churches de 2005, de toutes les Églises qui communiquent leurs statistiques, l'Église de Jésus-Christ des saints des derniers jours est la quatrième par la taille aux États-Unis, comptant plus de 5,5 millions de membres aux États-Unis, fin 2003 et 6,16 millions de membres en 2012. Elle revendiquait treize millions de membres dans le monde en 2007 et affirmait avoir atteint le nombre de 13 508 509 membres en 2008 dont 166 000 au Canada (avec 10 226 au Québec), 34 906 en France, 6 043 en Belgique et 7 939 en Suisse. Depuis 1996, plus de la moitié des membres de l'Église vivent en dehors des États-Unis, répartis dans près de 180 pays, et en 178 langues.
- Statistiques par territoires et par langues au 31 décembre 2003 (données internes à l'église) [74],[75],[76] :

% de Mormons par comté en Utah et dans les États limitrophes en 2010.

Pays ayant le plus grand nombre de membres de l'Église : 
- États-Unis : 5 503 192
- Mexique : 980 053
- Brésil : 866 988
- Chili : 530 739
- Philippines : 526 178
- Pérou : 384 663
- Argentine : 330 349
- Guatemala : 192 207
- Canada : 166 442
- Équateur : 61 396

Territoires ayant le plus grand pourcentage de membres de l'Église (10 000 membres minimum) : 
- Tonga : 17,0 (1 sur 6)
- Samoa : 12,7 (1 sur 8)
- Samoa américaines : 19,1 (1 sur 5)
- Kiribati : 10,0 (1 sur 10)
- Polynésie française : 7,8 (1 sur 13)
- Chili : 3,4 (1 sur 30)
- Uruguay : 2,4 (1 sur 42)
- Nouvelle-Zélande : 2,3 (1 sur 43)
- Honduras : 1,6 (1 sur 62)
- Bolivie : 1,5 (1 sur 64)

Quatre pays ont un pourcentage élevé, mais comptent moins de 10 000 membres : Niue (13,0), îles Marshall (6,8), îles Cook (6,5), et États fédérés de Micronésie (3,1).
Langues les plus parlées par les membres de l'Église :
- Anglais : 5 828 000
- Espagnol : 3 681 000
- Portugais : 907 000
- Tagalog (Philippines) : 165 000
- Cebuano (Philippines) : 126 000
- Japonais : 117 000
- Ilocano (Philippines) : 109 000
- Samoan : 102 000
- Coréen : 75 000

Le rapport de l'Église sur la population de membres comprend tous les membres baptisés ainsi que « l’enregistrement des enfants » non baptisés de moins de huit ans (les enfants ne sont pas baptisés avant cet âge). Bien que l'Église ne publie pas les chiffres de fréquentation du public, les chercheurs estiment que la présence effective au culte hebdomadaire des saints des derniers jours au niveau mondial est d'environ 4 millions.
|                                                        | Mormons États-Unis | Moyenne États-Unis |
| Mariés                                                 | 71 %               | 54 %               |
| Divorcés ou séparés                                    | 9 %                | 12 %               |
| 3 enfants ou plus au foyer                             | 21 %               | 9 %                |
| Assistance hebdomadaire (ou plus) au service religieux | 75 %               | 39 %               |

Un sondage effectué par le City College of New York en 2001 estime qu’il y avait 2 787 000 saints des derniers jours identifiés aux États-Unis en 2001, soit 1,3 % de la population des États-Unis, rendant l’Église de Jésus-Christ des saints des derniers jours, par leur enquête téléphonique auprès de plus de 50 000 ménages, le 10e organisme religieux par ordre d’importance.
En 2007, le Pew Forum on Religion & Public Life publie une étude sur les croyances religieuses de 35 556 adultes vivant aux États-Unis, dont 1,6 % ont affirmé qu'ils étaient mormons.
Les chiffres officiels sont contestés, et selon un chercheur américain, le nombre de membres actifs pourrait être inférieur de moitié aux statistiques de l'église.
- Statistiques des membres de l'Église de Jésus-Christ des Saints des Derniers Jours (en) (31 315 congrégations et 16 805 400 membres en 2021)

## Finances

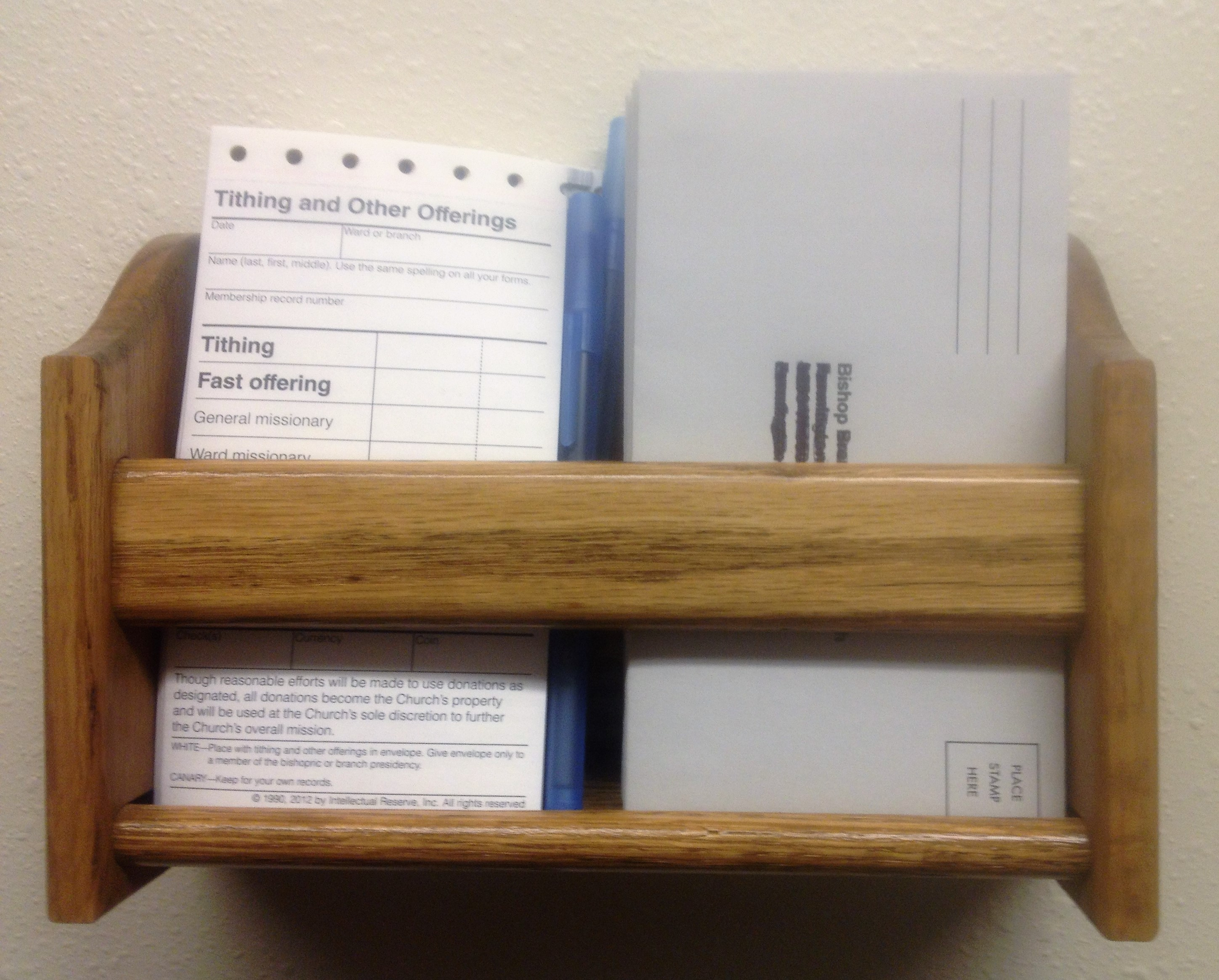
Les principaux revenus de l'Église de Jésus-Christ des saints des derniers jours proviennent de la dîme et du don de jeûne versés par ses membres.
L'Église fait appel à un cabinet d'experts comptables (actuellement Deloitte) pour réaliser les contrôles annuels, aux États-Unis, de ses entités à but non lucratif, lucratif, et éducatives. L'Église possède un service d'audit interne vérifiant que les dons et charges soient utilisés et répartis conformément aux règles de l'Église, et qui rend son avis, sans chiffres ni détail financier, à chaque conférence générale semestrielle de l'Église.
L'Église n'a pas publié ses états financiers aux États-Unis depuis 1959 et ne le fait que dans les pays où cela est requis par la loi, comme au Royaume-Uni où l'audit financier est effectué par le bureau Grant Thorton.
Les comptes de l'Église n'étant pas publiés, aucune déclaration de l'Église à leur sujet ne peut être pleinement vérifiée. C'est ainsi qu'à l'extérieur de l'Église, de nombreux observateurs lui reprochent son manque de transparence financière et l'étendue de son capital financier et commercial. En 1997, le Time Magazine estimait le capital de l'Église à plus de trente milliards de dollars et son chiffre d'affaires annuel à 5,9 milliards de dollars.
En 2023, la U.S. Securities and Exchange Commission (gendarme boursier américain) déclare que l'église mormone et que Ensign Peak Advisers ont accepté de payer des pénalités de 1 et 4 millions de dollars,. Elle déclare que le gestionnaire des investissements de l'église, avec la connaissance de celle-ci, s'est donné beaucoup de peine pour dissimuler les investissements. Les fonds dissimulés (32 milliards de dollars) seraient en prévision de la seconde venue du Christ.

## Critiques
Le mormonisme a été l’objet de critiques depuis sa formation. Les critiques émanent de groupes religieux, de scientifiques et d'anciens membres.

### Critiques théologiques
Le mormonisme est critiqué pour certaines de ses doctrines, en désaccord avec les dogmes chrétiens généralement admis. Les principales critiques portent sur la nature de la divinité (selon le mormonisme, Dieu le Père possède un corps physique immortel et est un homme divinisé), le salut par les pratiques secrètes au temple et sur la notion de révélation continue (le canon n'est pas fermé : trois livres s'ajoutent à la Bible comme source de la révélation).

### Critiques scientifiques
L'Église de Jésus-Christ des saints des derniers jours considère que le Livre de Mormon est non seulement un texte religieux, mais aussi le récit historique de civilisations précolombiennes. Les critiques du mormonisme y ont ainsi relevé de nombreux éléments considérés comme des anachronismes : mention de l'acier, des chevaux, etc. ; ou des incohérences linguistiques. Il s'agit d'un domaine où exégètes et apologistes mormons tentent activement de démonter les arguments des critiques.

### Critiques éthiques
Le mormonisme est également critiqué pour certaines doctrines, passées ou présentes, posant des problèmes éthiques, principalement :
- le rôle de la femme : seul l'homme peut détenir la prêtrise. La première responsabilité de la femme est familiale. Elle et son mari ne peuvent accéder à la vie éternelle l'un sans l'autre ;
- le mariage plural a été pratiqué de 1840 à 1890 par une partie des mormons ;
- de 1844 à 1978, l'église pratiquait différentes discriminations envers les Noirs, dont l'impossibilité d'accéder à la prêtrise ; Brigham Young indique également que l'homme blanc s'unissant à une femme noire encourt le châtiment divin de mort immédiate ; Manifestants devant le temple de Newport Beach Californie exprimant leur opposition au soutien de l'Église à la Proposition 8 de Californie.

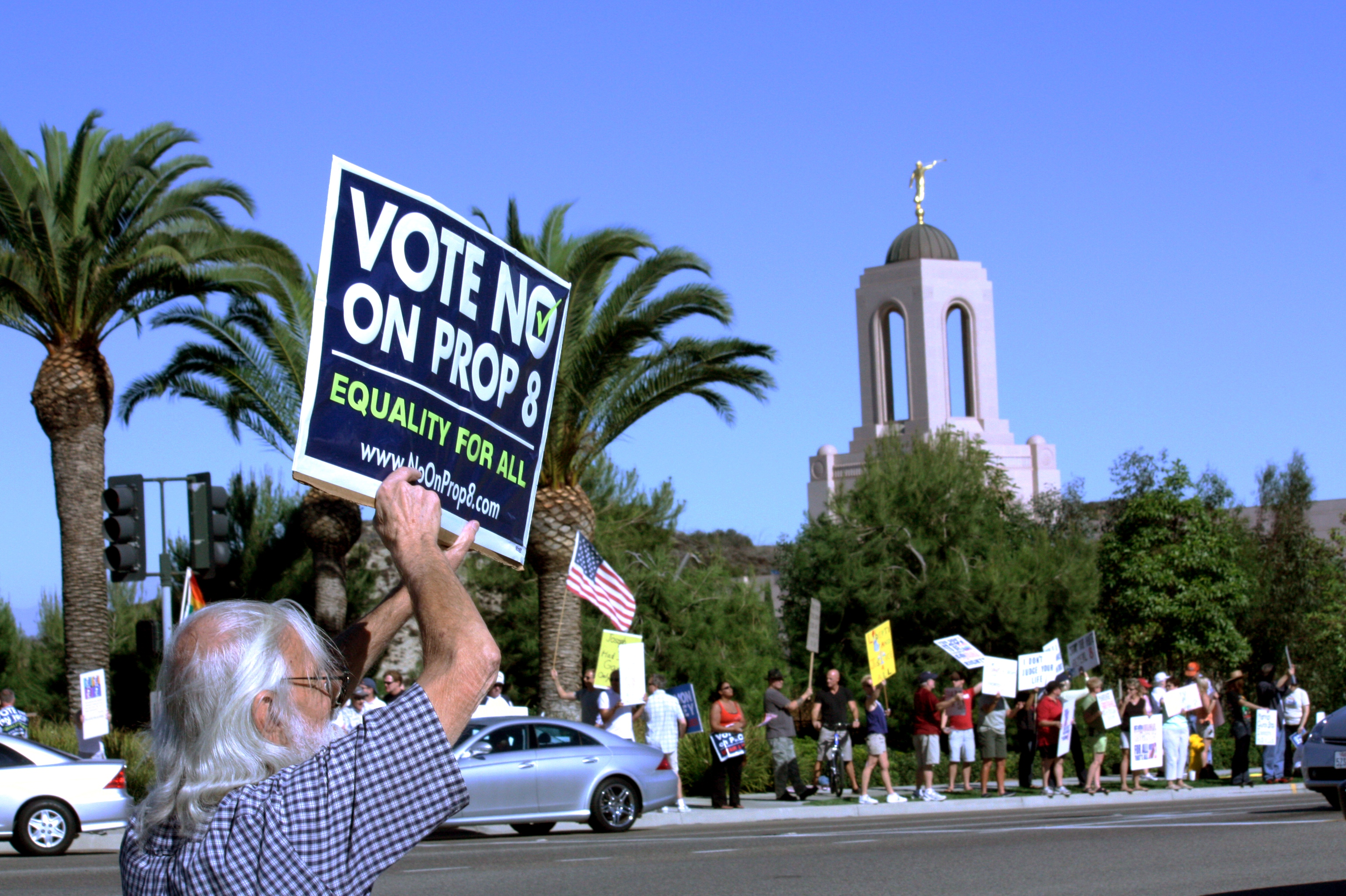
Manifestants devant le temple de Newport Beach Californie exprimant leur opposition au soutien de l'Église à la Proposition 8 de Californie.

- en raison du point de vue mormon sur l'homosexualité, les déclarations des dirigeants de l’Église sont parfois perçues comme homophobes ;
- le massacre de Mountain Meadows : en septembre 1857, une centaine d'émigrants d'Arkansas et du Missouri, en route pour la Californie, furent massacrés par des miliciens mormons assistés par des autochtones ;
- les aspects financiers : l'Église tire la majorité de ses finances de la dîme payée par ses membres (10 % de leurs revenus). Elle contrôle de nombreuses sociétés commerciales et ne publie son bilan financier que dans les pays où la loi l'exige. De plus, l'Église prétend avoir un clergé laïque (non rémunéré), alors que les Autorités générales sont indemnisées ;
- le fichage des états civils (le plus grand fichier mondial des défunts, avec quatorze milliards de personnes inscrites sur des fiches microfilmées[87]) ;
- le baptême en faveur des morts : critiqué notamment pour avoir inscrit sur des registres mormons des victimes de la Shoah.

### Potentiel sectaire
Le caractère potentiellement sectaire de l'Église de Jésus-Christ des saints des derniers jours a été examiné au cours des commissions d'enquête sur les sectes en France et en Belgique et l'Église n'a pas été mentionnée dans la liste des sectes, dressée par la commission française (en Belgique, seule une « liste de mouvements étudiés » a été dressée).

#### Points de vue ne relevant pas de potentiel sectaire
Pour le Centre contre les manipulations mentales, CIAOSN (Belgique) , l'Église ne présente pas les caractéristiques d'une secte. Elle n'est pas non plus qualifiée de secte par Jean Vernette, secrétaire national de l'épiscopat français pour l'étude des sectes et nouveaux mouvements religieux pour l'Église catholique de France , ni par Odon Vallet, spécialiste français des religions, ni par Georges Fenech, député, ex-président de la Mission interministérielle de vigilance et de lutte contre les dérives sectaires (Miviludes).

#### Points de vue relevant un potentiel sectaire
En France, l'union nationale des associations de défense des familles et de l'individu (UNADFI), dénonce le comportement sectaire de l'Église, notamment l’organisation de cours d’anglais gratuits par les missionnaires,. Marie-Françoise Bardet, présidente de l'ADFI Touraine parle par ailleurs de suspicion mutuelle, de contrôle social, et de rupture avec l'extérieur ; Marie Drilhon, présidente de l'ADFI, parle de contrôle de la vie privée, d'exigences financières très importantes, et de séquelles psychologiques.
En Espagne, la Redune classe l'Église dans la liste des groupes sectaires et de manipulation psychologique, et Margarita Barranco classe dans un document de l’AIS (Atención Investigación Sectas Socioadicciones) les mormons parmi les groupes totalitaires.
En Italie, l'ARIS (Associazione per la Ricerca e l'Informazione sulle Sette) considère l'Église comme une secte.

#### Ouvrages académiques
- Bernadette Rigal-Cellard, « Être Français dans une Église d'origine américaine : les Mormons de France », in Les Mutations transatlantiques des religions, Christian Lerat et Bernadette Rigal-Cellard, dir., Presses universitaires de Bordeaux, 2000, p. 279-308 [lire en ligne]
- B, Les Mormons : bâtisseurs du royaume de Dieu, 1997
- Deborah Laake, Cérémonies secrètes : journal intime d'une femme chez les mormons, 1993
- Jad Hatem, Les Trois Néphites, le Bodhisattva et le Mahdî ou L'ajournement de la béatitude comme acte messianique, Paris, Éd. du Cygne, 2007
- Jon Krakauer, Under the Banner of Heaven, 2004 (Sur ordre de Dieu. Double meurtre au pays des mormons, Paris, Presses de la Cité, 2018. 480 p.) (ISBN 978-0-330-41912-3)